# Kaurigeld

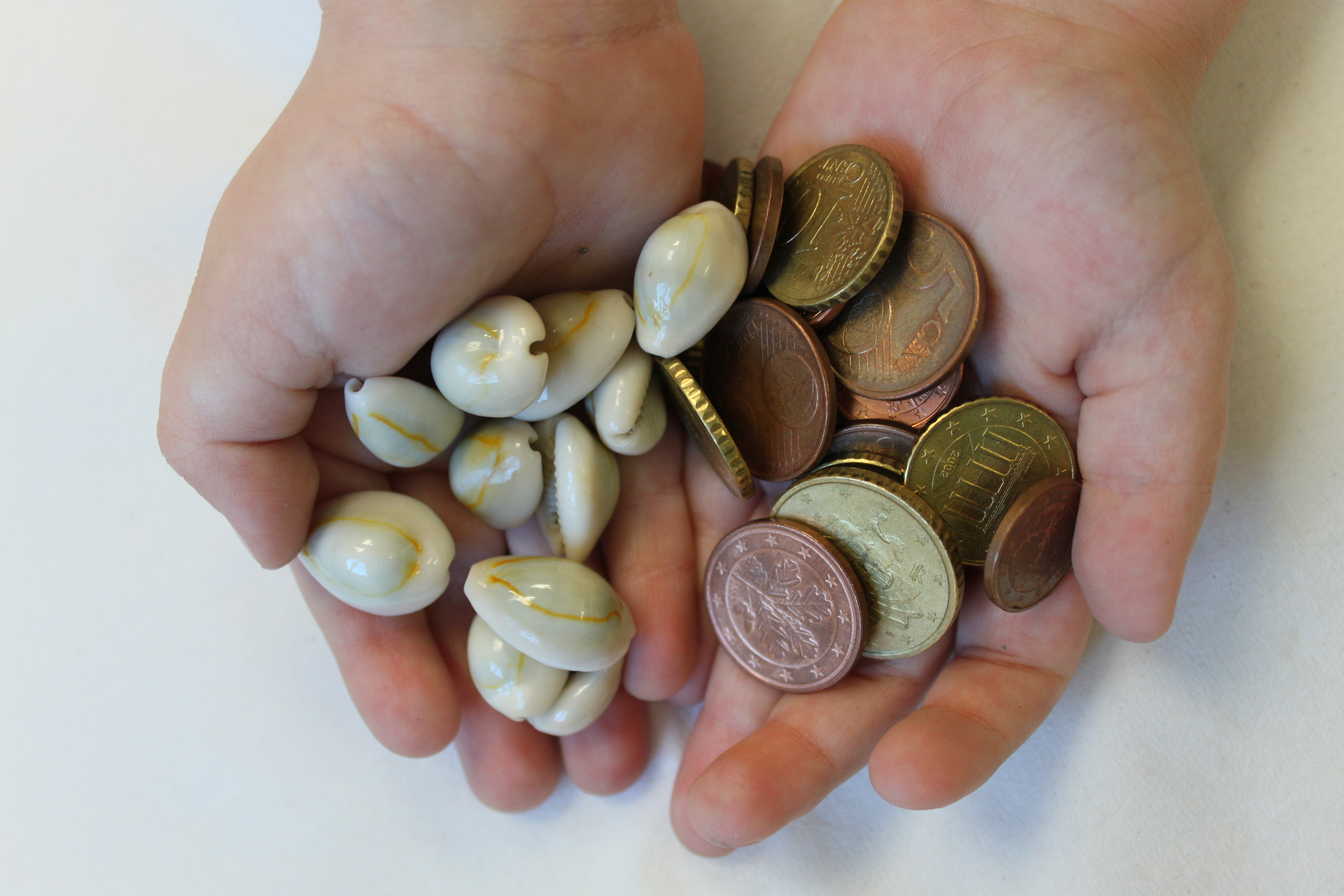
Elf Gehäuse der Ring-Kaurischnecke und Euro-Cent-Münzen – derartige Schnecken dienten als Kaurigeld, hauptsächlich als Kleingeld

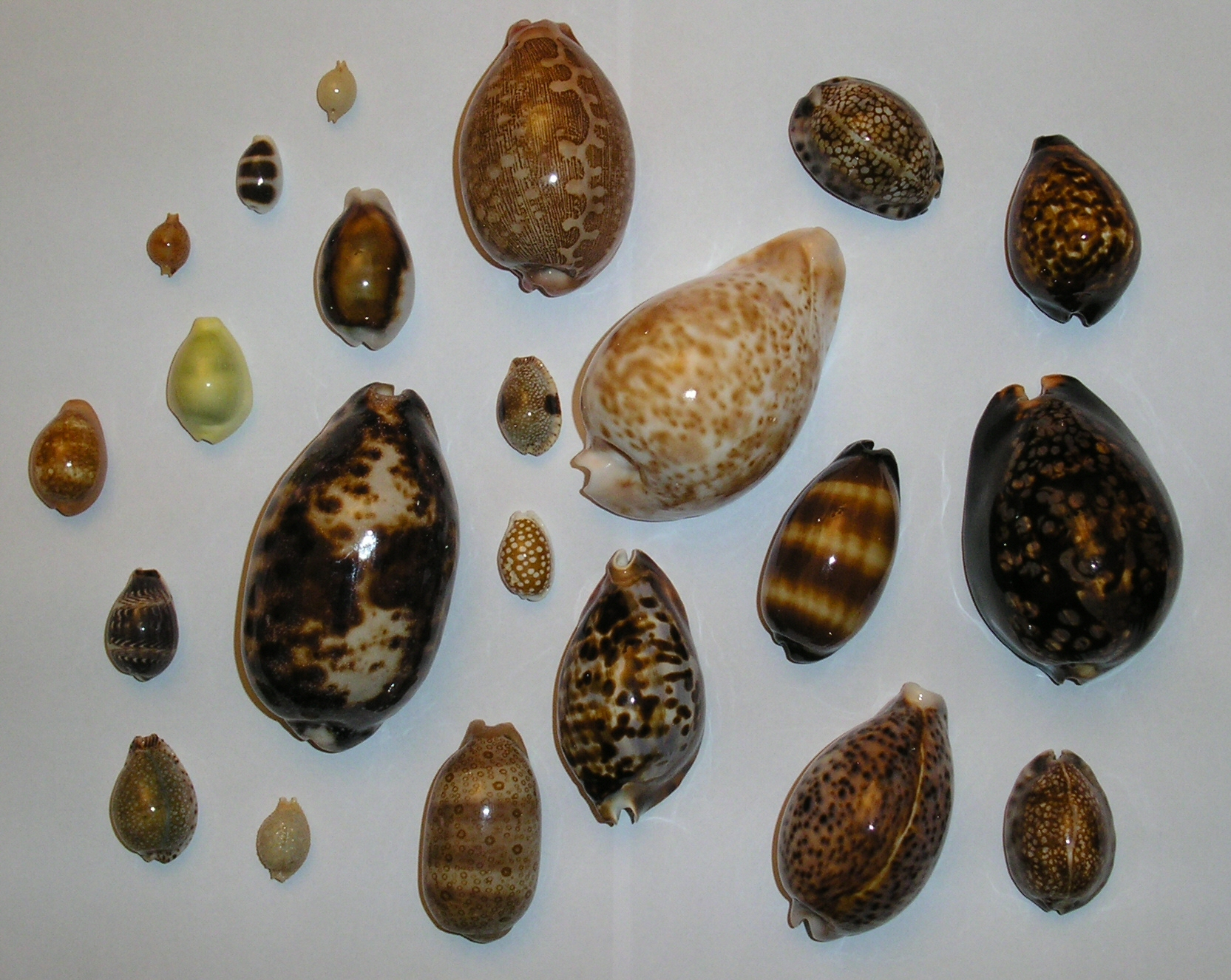
Gehäuse verschiedener Kaurischneckenarten, von denen bisher 200 bekannt sind

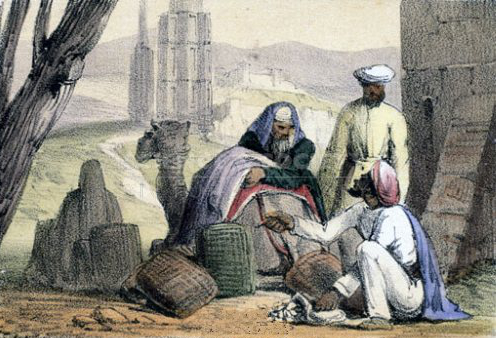
Arabische Händler mit Kaurischnecken, die als Geld verwendet wurden (Druck von 1845)

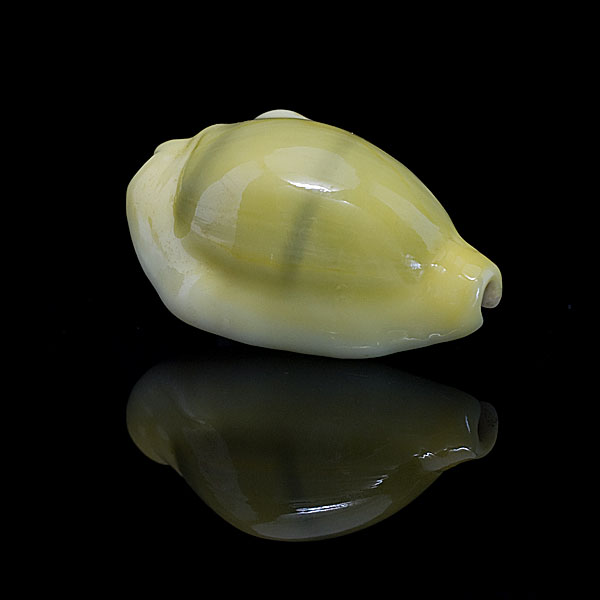
Geld-Kaurischnecke (Monetaria moneta)

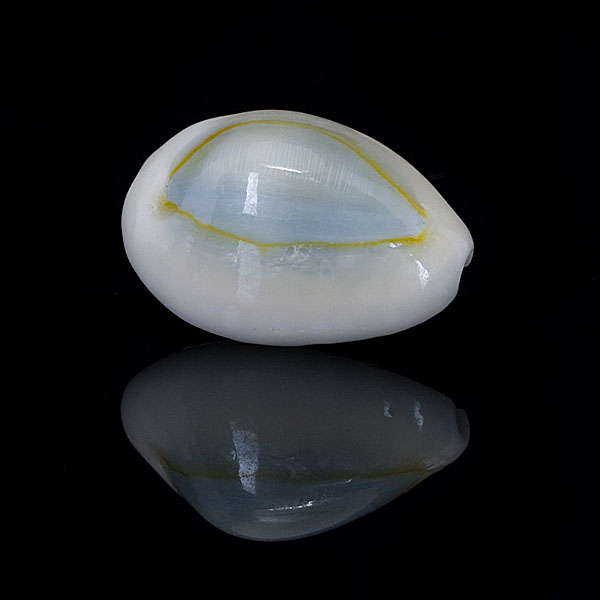
Ring-Kaurischnecke (Monetaria annulus)

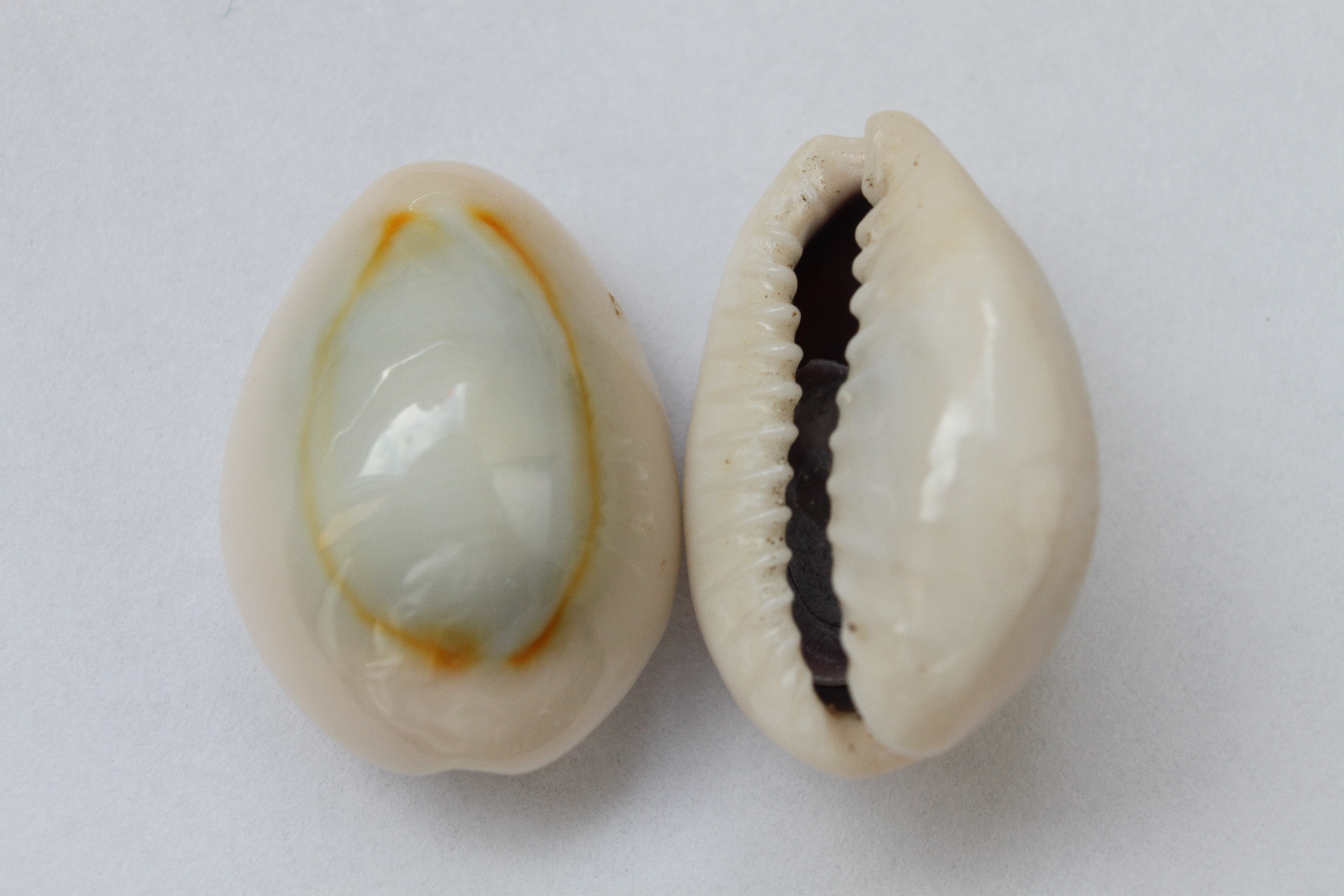
Ring-Kaurischnecke von oben und unten

Kaurigeld ist eine historische Form von einfachem Geld (Primitivgeld), die in Afrika, Ost- und Südasien und der Südsee als vormünzliches Zahlungsmittel oder Naturalgeld (Warengeld aus Naturgegenständen) weit verbreitet war und stellenweise noch heute traditionell und rituell verwendet wird. Bestehend oder hergestellt aus den Gehäusen von Kaurischnecken, war Kaurigeld das nach Raum und Zeit am weitesten verbreitete Muschel- oder Schneckenhausgeld (in der Münzkunde auch als Molluskengeld bezeichnet). Die Kaurischnecken wurden meist auf Bastfäden gezogen und als Geldschnüre gehandelt, für noch größere Mengen gab es in manchen Gebieten korbförmige Hohlmaße. Kauris zirkulierten in Teilen Afrikas, in Indien, Afghanistan, Südostasien, China und vielen Inseln Melanesiens.
In Afrika war es fast immer und ausschließlich Tausch- oder Handelsgeld. Kaurigeld war das erste allgemeingültige Geld und spielte eine große Rolle im überregionalen Handel. Kaurigeld gab es bereits vor den Metallmünzen und in einigen Fällen war es parallel zu Metallmünzen in Gebrauch. Da Transport und Handel früher sehr einfach abliefen, wurden die Kaurischnecken umso wertvoller, je weiter sie ins Landesinnere transportiert wurden. Die Schneckengehäuse wurden vor allem auf den Malediven und rund um den Golf von Thailand gesammelt.
Die kleinen, eiförmigen, sehr stabilen Kaurischneckengehäuse mit ihren bunt gefärbten Schalen mit glänzendem Schmelzüberzug wurden etwa von 2000 v. Chr., also noch in der Bronzezeit, bis ins späte 19. Jahrhundert verwendet. Sie zirkulierten als fälschungssichere internationale „Währung“ auf dem halben Globus. Genaugenommen war Kaurigeld kein Geld im Sinn von Währung, denn es gab keine staatliche Aufsicht und kein Bankensystem dafür; Kaurigeld diente jedoch als Wertaufbewahrungsmittel. Zunächst fand das Kaurigeld Verbreitung in Südasien und Südostasien, China und Indien, später auch in Ostafrika, in Zentralafrika und im tropischen Westafrika, sowie in der Südsee. In vielen Regionen Asiens und Afrikas war die Kaurischnecke sowohl Handelsgut, als auch Zahlungsmittel.
Im vormetallischen Geldwesen stand Kaurigeld an der Grenze zwischen Geld und Nichtgeld, da Kaurischnecken auch als Schmuck verwendet wurden. Kaurigeld war eine zoogene Währung (aus tierischen Bestandteilen), wie beispielsweise auch Pelzgeld oder Ledergeld.
Dieses vormünzliche Zahlungsmittel war nach seiner Blütezeit in China zudem in Indien und auf den Inseln des Indischen Ozeans als Scheidemünzen in Gebrauch, von wo es Kaufleute nach Afrika brachten. Kaurigeld diente wegen des relativ geringen Wertes besonders als Kleingeld. In Südasien endete die Verwendung im 19. Jahrhundert, in Westafrika zu Beginn des 20. Jahrhunderts.
Ein einzelnes Kaurigehäuse selber hatte nur geringen Wert, auch deshalb wurden große Mengen davon als Währung benutzt. Im kolonialen Deutschland wurde dieses Zahlungsmittel auch „Negergeld“ genannt. Kaurigeld war ein beliebtes Thema in den Schilderungen von Entdeckern und Reisenden.
Größe und Gewicht der gehandelten Kaurischneckenarten sind recht einheitlich. Das Durchschnittsgewicht einer Kaurischnecke bewegt sich zwischen 0,8 und 3,5 Gramm. Der Marktwert der Kaurischnecke beruhte auf gegenseitiger Übereinkunft und war unabhängig von ihrer Größe – jede Kaurischnecke hatte den gleichen Geldwert. Der Wechselkurs des Kaurigeldes zu den oft gleichzeitig parallel in Umlauf befindlichen Geldmünzen war nach Angebot und Nachfrage schwankend. Kaurigeld war in den meisten Fällen kein gesetzliches Zahlungsmittel, denn es bestand kein rechtlicher Anspruch, Kaurischnecken als Zahlungsmittel annehmen zu müssen.

## Kaurischnecken

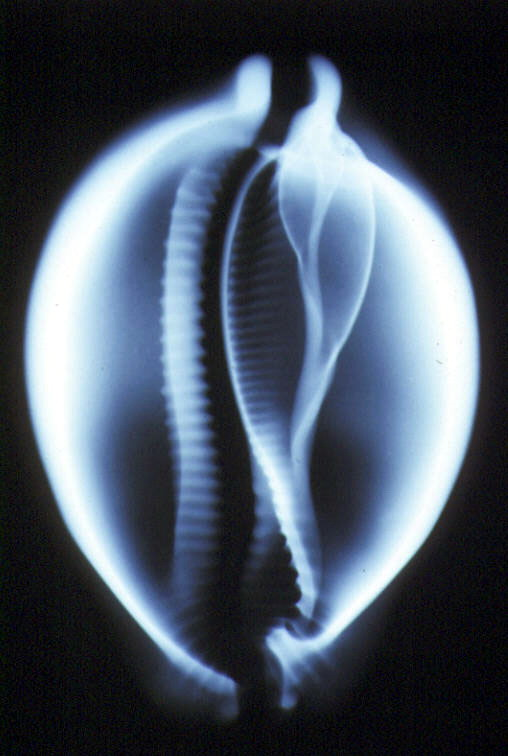
Röntgenaufnahme einer Kaurischnecke:
Das Gehäuse junger Kaurischnecken hat ein kurzes, spitzes Gewinde (rechts oben im Bild zu erkennen) und eine große Endwindung. Im Wachstumsverlauf überwächst die Endwindung das Gewinde, während sich der Wachstumsrand verdickt und sich Zähne auf beiden Seiten der verengten Mündung bilden.

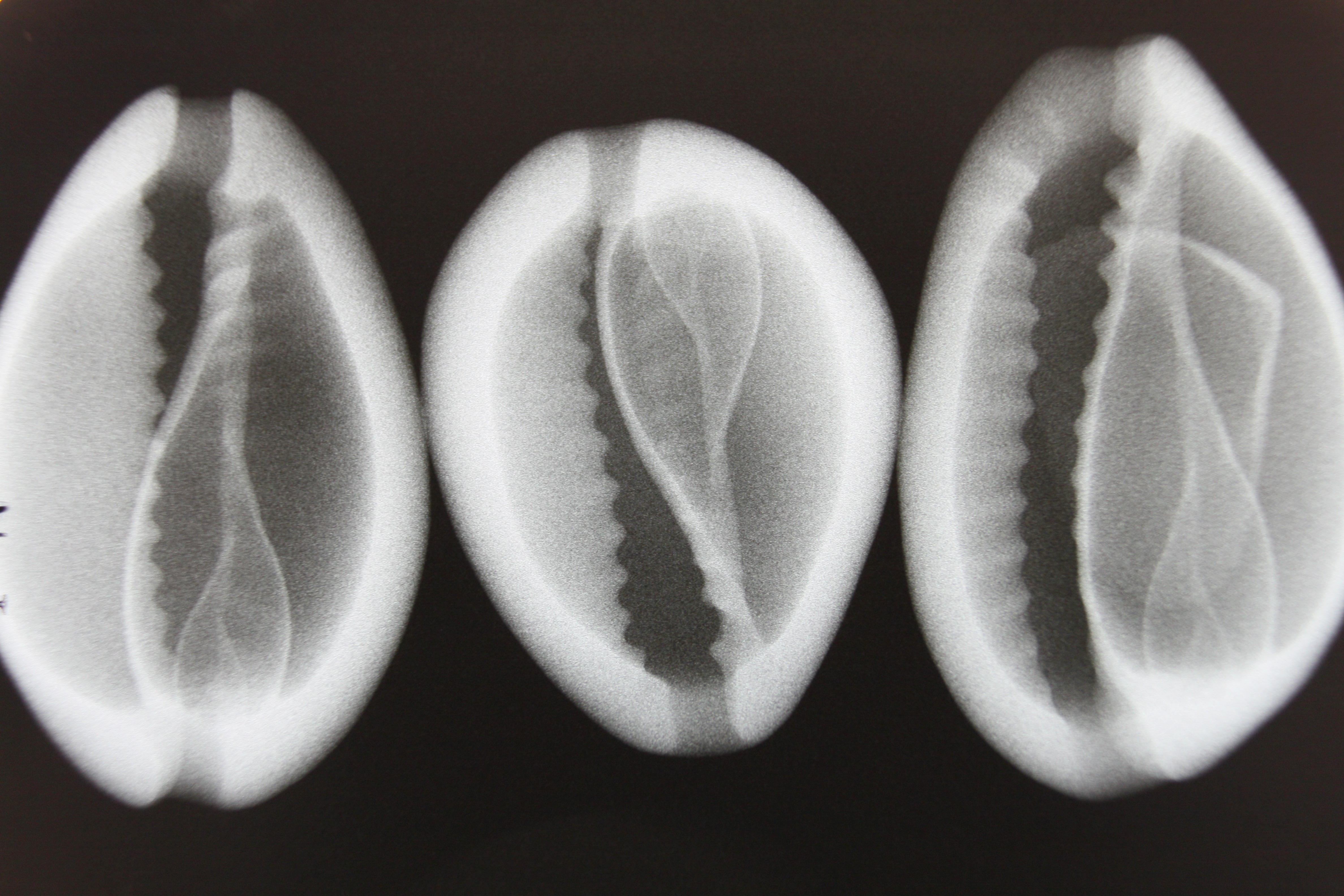
Deutlich erkennbare Schneckengewinde

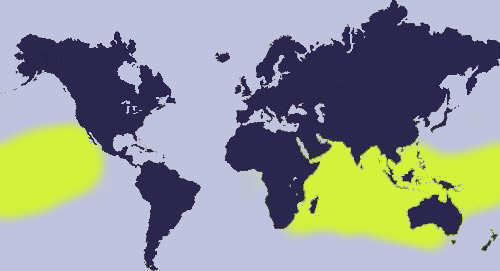
Lebensraum der Geld-Kaurischnecke (Monetaria moneta) und der Ring-Kaurischnecke (Monetaria annulus) – vom Roten Meer und Mosambik im Westen, das nördliche Australien, Japan, Hawaii und den Galápagos-Inseln im Osten. Im Atlantik gibt es keine Kaurischnecken.

Das Gehäuse junger Kaurischnecken hat ein kurzes, spitzes Gewinde (rechts oben im Bild zu erkennen) und eine große Endwindung. Im Wachstumsverlauf überwächst die Endwindung das Gewinde, während sich der Wachstumsrand verdickt und sich Zähne auf beiden Seiten der verengten Mündung bilden.
Ursprünglich wurde das Gehäuse (Exoskelett) der kulturgeschichtlich bedeutenden Geld-Kaurischnecke als Zahlungsmittel verwendet. Die Geld-Kaurischnecke stammt aus der Familie der Kaurischnecken, Gattung Monetaria. Die Kaurischnecken werden auch als Porzellanschnecken bezeichnet, weil ihr Gehäuse hellem Porzellan ähnelt.
Der wissenschaftliche Name der Geld-Kaurischnecke ist Monetaria moneta (Linnaeus, 1758). Ein veraltetes Synonym ist Cypraea moneta (Linnaeus, 1758). Weitere veraltete Synonyme für die Geld-Kaurischnecke sind Geldschnecke und Erosaria moneta.
Englische Namen für die Ring-Kaurischnecke sind money cowrie oder money cowry. Der französische Name ist Porcelaine monnaie und der niederländische Geldkauri. In Japan hießen sie Africa Kiiro-Dakara und auf Hawaii Leho palaoa oder Leho puna.
Historische Namen für die Geld-Kaurischnecke waren im 18. Jahrhundert guineische Münze (französisch Monnoie de Guinée), mohrische Münze, Cauris oder auf Niederländisch Gemeene geele Kauris („gemeine Gelbkauris“).
Der Gattungsname Cypraea leitete sich von der Insel Zypern ab, wo die Liebesgöttin Aphrodite (Beiname Kýpris; lat. Cypria; „Kyprosgeborene“) als die Göttin der Fruchtbarkeit verehrt wurde (siehe auch unten).
Später wurde auch das Gehäuse der Ring-Kaurischnecke verwendet (lateinisch Monetaria annulus; annulus „Ring“; Linnaeus 1758); veraltete Synonyme: Cypraea annulus Linnaeus (1758); Cypraea annularis; Cypraea annulata; Cypraea annulifera.
Jedoch wurde der Ring-Kaurischnecke nicht der gleiche Wert beigemessen wie der Geld-Kaurischnecke.
Ein veraltetes Synonym für die Geld-Kaurischnecke ist Erosaria annulus. Englische Namen für die Ring-Kaurischnecke sind ring cowrie, golden ring cowry, golden ring cowrie, gold ringer oder ring top cowrie. Der französische Name ist Porcelaine anneau d’or und der niederländische Ringkauri. Historische Namen für die Ring-Kaurischnecke waren im 18. Jahrhundert gelbe Ring oder goldene Ring und gemeine Kauris, französisch Pucelage ou Cotique blanc, niederländisch Slechte Kauris.
Kaurischnecken sind herbivore oder omnivore Meeresschnecken (Salzwasserschnecken), die im warmen Wasser des Indischen und Pazifischen Ozeans an Korallenstöcken und auf Felsen leben. Kaurischnecken leben unter Felsen und kriechen nachts zum Fressen heraus. Sie sind im Flachwasser in der Gezeitenzone, an Steinstränden, auf Weichböden unter Steinen oder im Seegras anzutreffen, wo sie tagsüber herumwandern und leicht eingesammelt werden können.
Beide Kaurischneckenarten ähneln sich mit ihrem ovalen Schneckenhaus; die Mündung ist eng, schlitzförmig und wegen der aufgetriebenen, knotigen Lippenrändern gezähnt; gesägter Schlitz auf der Unterseite und flacher Buckel auf der Oberseite. Das Gehäuse der Geld-Kaurischnecke ist eiförmig, gelblich porzellanartig glänzend und bis zu 3 cm lang.
Das Gehäuse der Ring-Kaurischnecke ist grau-bläulich und orangenfarben umsäumt; es ist bis zu 3 cm lang.
Seit dem 17. Jahrhundert, als Forscher die Natur nach wissenschaftlichen Kriterien zu systematisieren begannen, erhielten die Kaurischnecken Namen nach ihrer wirtschaftlichen Funktion. Nigritarum moneta „Geld der Nigritier“ nannte 1685 der englische Naturforscher Martin Lister die Art. Dies ist die älteste zoologische Benennung. Der britische Naturforscher James Petiver nannte die Schnecke 1702 Moneta nigretarum.
Der schwedische Taxonom Carl von Linné ordnete sie 1758 als Cypraea moneta in seine Systema naturae ein. Durch die Aufstellung der Gattung Monetaria im Jahr 1863 lautet ihre wissenschaftliche Bezeichnung heute Monetaria moneta (Linnaeus, 1758).
Da es Übergangsformen zwischen der Geld-Kaurischnecke und der Ring-Kaurischnecke gibt, wird auch diskutiert, ob und inwiefern beide Arten der Porzellanschnecken wirklich voneinander zu trennen sind.
Das Verbreitungsgebiet beider Arten überlappt sich. Die Ring-Kaurischnecke kommt an der ostafrikanischen Küste bis zum Roten Meer und Iran vor. Die Geldkaurischnecke kommt vom Roten Meer und Mosambik im Westen, entlang des Persischen Golfs, im Indischen Ozean, bis Sri Lanka, im Chinesischen Meer bis nach Indonesien und zu den Philippinen, im nördlichen Australien, im südlichen Japan. Im Osten reicht ihr Verbreitungsgebiet bis nach Hawaii, zur Osterinsel und den Galápagos-Inseln. Im Atlantik gibt es keine Kaurischnecken.

### Kaurimuschel

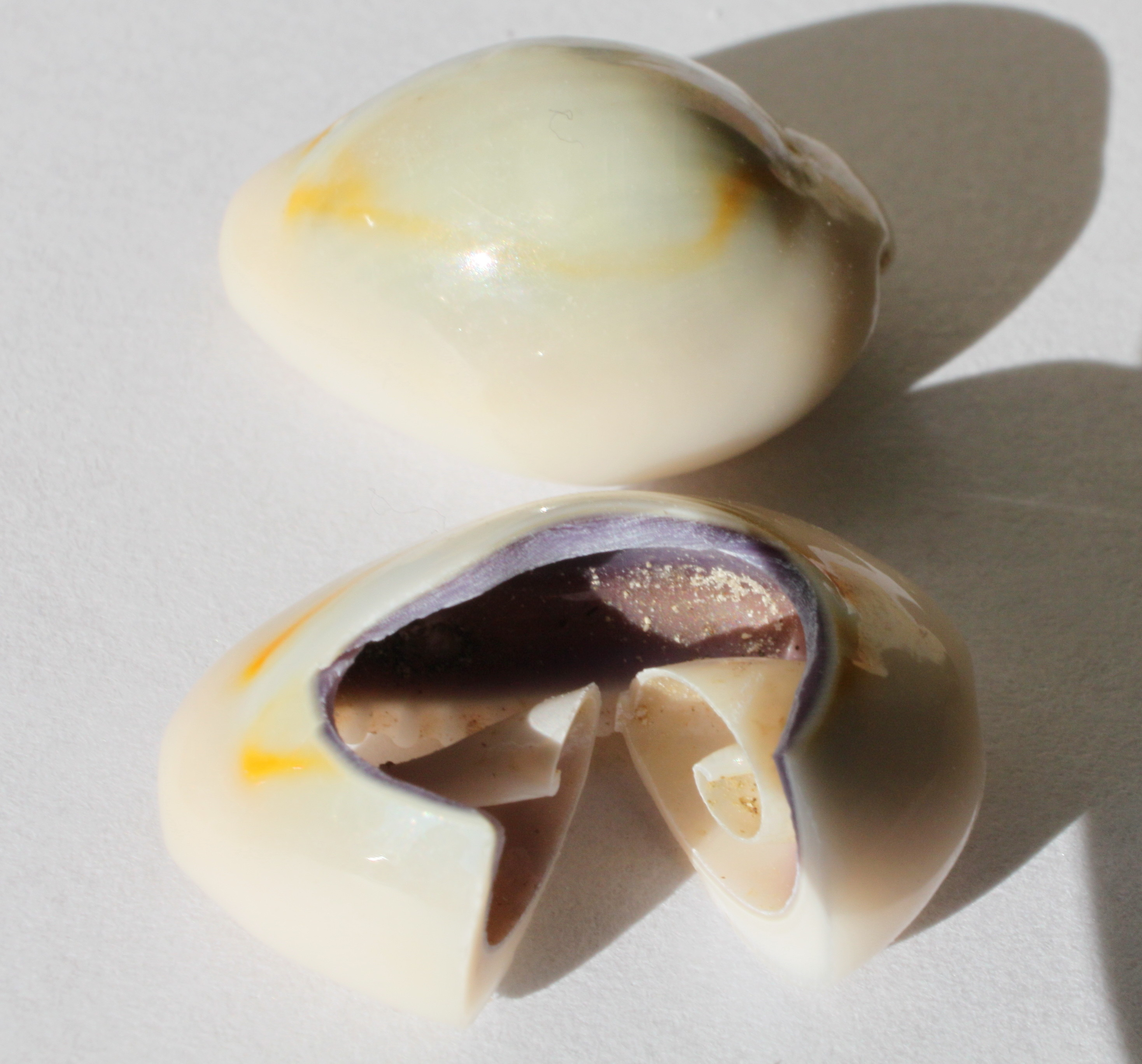
Blick durch das aufgefräste Kaurigehäuse ins Innere: es sind „getarnte“ Schnecken, keine Muscheln

Die in der populären Literatur und umgangssprachlich verbreitete Bezeichnung „Kaurimuschel“ ist biologisch nicht korrekt. Trotzdem wird Kaurigeld oft fälschlicherweise als Muschelgeld bezeichnet, obwohl es sich bei Kaurischnecken nicht um Muscheln, sondern um Schnecken handelt.
Es gibt auch echtes Muschelgeld, aber nicht aus Kaurischnecken oder „Kaurimuscheln“. Auf einigen Südseeinseln wurde Muschelgeld noch bis ins 20. Jahrhundert verwendet.
Das Schneckengehäuse der Kaurischnecke sieht nicht wie ein typisches Schneckengehäuse anderer Schnecken aus, da beim lebenden Tier der Mantelrand das Gehäuse von beiden Seiten überwächst. Dort, wo der Mantelrand auf dem Rücken zusammenstößt, bildet sich eine Linie im Muster.

### Molluskengeld
Zoologisch korrekt ist Kaurigeld dem Molluskengeld zuzuordnen. Zu den Mollusken (Weichtiere) zählen sowohl Muscheln als auch Schnecken. Auch die gelegentlich für das Kaurigeld anzutreffende Bezeichnung Schneckenhausgeld ist biologisch korrekt. Ein anderes in Melanesien verbreitetes Schneckenhausgeld war Diwarra (aus der Landschnecke Nassa camelius), es war im Bismarck-Archipel noch um 1900 die landesübliche Währung.
Die zoologische Bezeichnung Mollusken fasst den Tierstamm der Weichtiere zusammen, deren verschiedene Arten der Gattung Schnecken (Gastropoda), Muscheln (Bivalvia) und Grabfüßer (Scaphopoda) geldgeschichtlich relevant wurden. Das Gehäuse von Schnecken (vor allem Porzellanschnecken: Kaurischnecken) und die Schalen von Muscheln (Perlmutt) und Grabfüßern (Dentalium) bilden das Material, aus dem das Molluskengeld hergestellt wurde. Meist besteht das Molluskengeld aus kleinen, rundlichen Scheibchen, die auf Schnüre aufgezogen und nach ihrer Länge bewertet wurden. Manchmal waren die Perlenschnüre in regelmäßigen Abständen mit andersfarbigen Messperlen versehen, die eine einfachere Längenmessung der betreffenden Geldschnüre erlaubte.

## Namen
Das portugiesische Wort buzio (von lateinisch bucina) bürgerte sich auch in adaptierter Form in den anderen europäischen Sprachen ein, die an der afrikanischen Westküste gesprochen wurden. Im Englischen wurde buzio zu booge adaptiert, wahrscheinlich vom französischen bouge beeinflusst. Andere Formen waren buji und bousie. Ab 1700 nahm das englische Wort cowrie allmählich den Platz von booge ein.
Der Name der Kaurischnecke leitet sich vom indischen Hindi-Wort kaurī ab und wurde ins Englische übernommen als cowrie, niederländisch Kowers, coris, bouge, spanisch bucio, cauri oder buzio, französisch porcelaine. Bei den Arabern hießen sie kauri, bei den sudanesischen Kanuri kungena und bei den nigerianischen Hausa kerdi.

### Porzellan
Europäische Händler nannten die Kauris porcelains („kleine Schweine“). Auch die Bezeichnung „Porzellan“ geht zurück auf den italienischen Namen für die Kaurischnecken, die auch Porzellanschnecken genannt werden. Nachdem Marco Polo (angeblich) das erste chinesische Porzellan nach Europa mitgebracht hatte, glaubte man im Italien des 15. Jahrhunderts, dass das chinesische Porzellan aus den zerstampften gelblichweißen Gehäusen der Kaurischnecken, die im Italienischen als porcellana bezeichnet wurden, hergestellt sei. Dies geht zurück auf porcellano (eigentlich „Schweinchen“, von lateinisch porcellus) für das äußere Geschlechtsorgan der Frau, da die Form des Schneckengehäuses daran erinnert (vergleiche Venusmuscheln: Concha Veneris).

## Ursprung

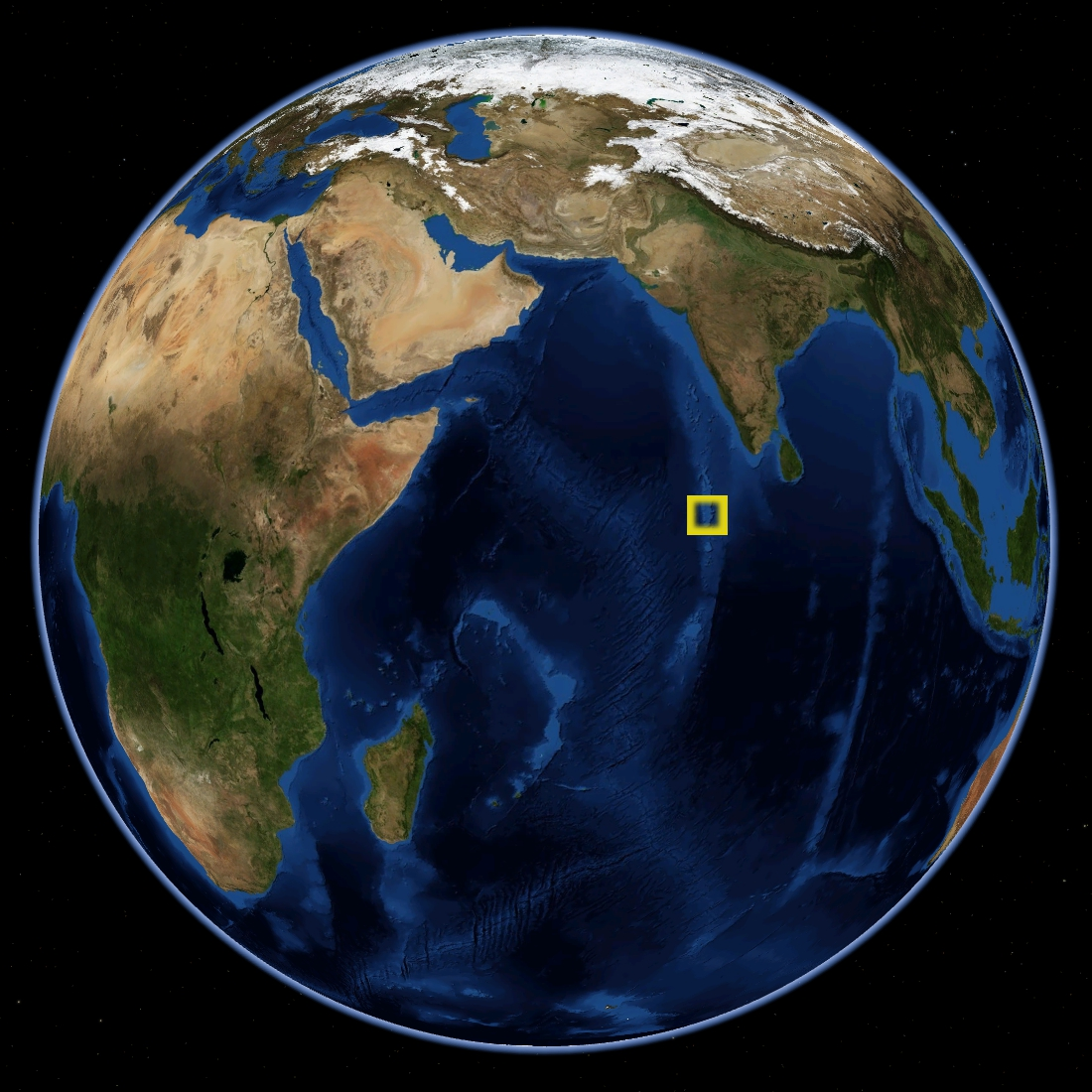
Lage der Malediven im Indischen Ozean

Seinen Ursprung hat das Kaurigeld auf den Inseln der Malediven im Indischen Ozean; von dort breitete es sich auf den gesamten asiatischen Raum aus, später auch nach Afrika und verschiedenen Südseeinseln. Bedeutung erlangte es vor allem im alten China, wo es von 1500 v. Chr. bis 200 n. Chr. anerkannte Leitwährung war (siehe Frühzeitliche chinesische Währung).

## Asien
Kaurigeld gab es unter anderem in China, Vorderindien, Hinterindien, Japan, Indonesien und Ozeanien.

### Malediven

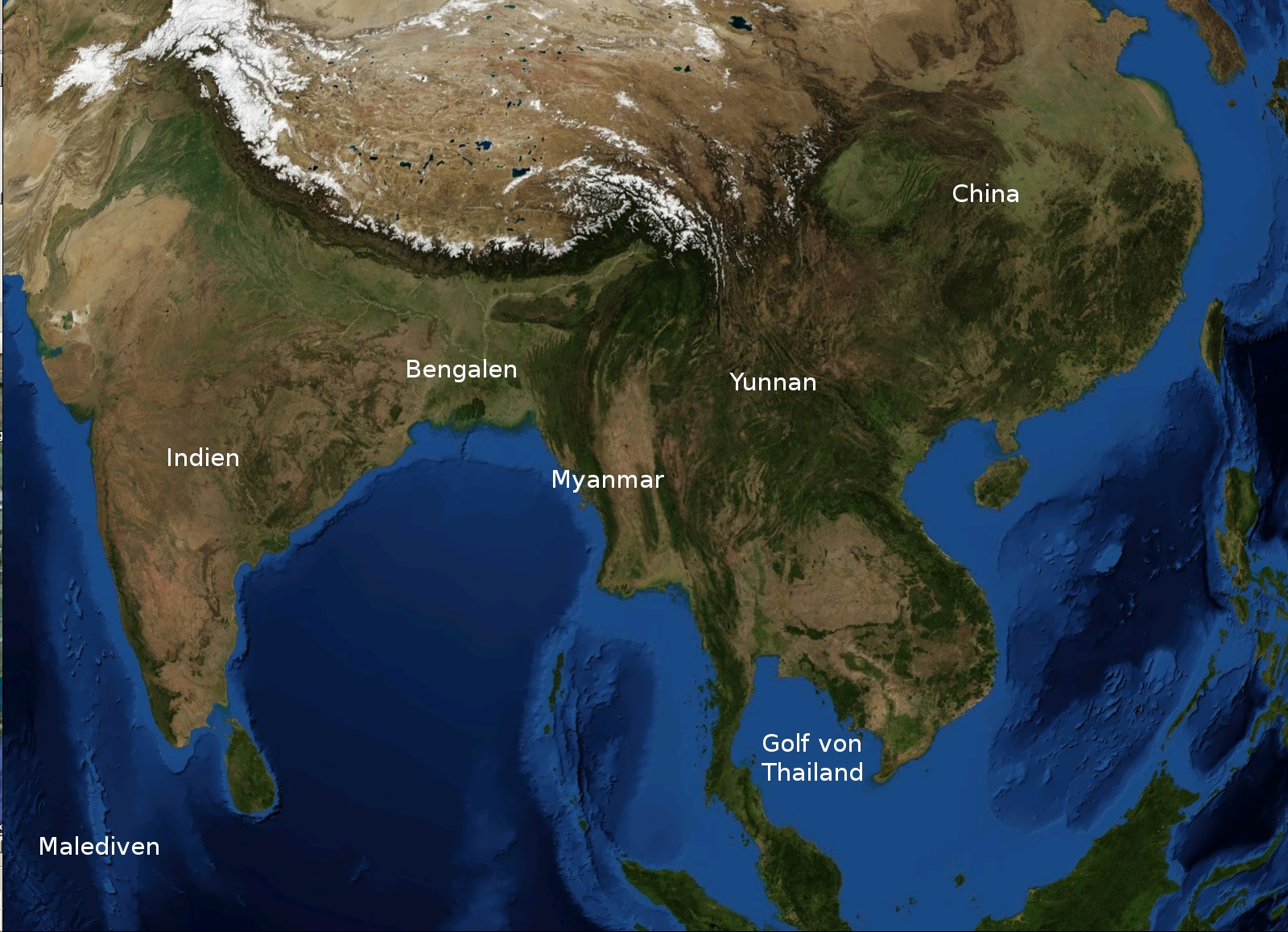
Ausbreitung des Kaurigeldes von den Malediven über Bengalen und Yunnan nach ganz China

Die Inseln der Malediven wurden die Hauptquelle für den Handel mit Kaurischnecken. Von dort wurden sie nach Indien verschifft und dann in die riesigen Gebiete Chinas transportiert. Auf den Malediven wurde die Kaurischnecke regelrecht gezüchtet, sie diente dort als Geld, als Tauschgegenstand und als Exportprodukt. Je weiter sie vom Meer wegtransportiert wurden, umso höher war ihr Wert.
Anfang des 14. Jahrhunderts wurden Kaurischnecken auf den Malediven als Geld verwendet. Arabische Händler exportierten sie von dort nach Afrika.
Der arabische Händler Suleiman al-Tajir unternahm ab dem Jahr 850 von seiner Heimatstadt Siraf aus mehrere Reisen ins China der Tang-Dynastie sowie nach Indien. Seine Berichte sind die ältesten arabischen Berichte von China und entstanden über 400 Jahre vor Marco Polos Berichten. Al-Tajir besuchte 851 den Hafen der südchinesischen Stadt Guangzhou, die über den Seeweg Handelsbeziehungen mit südasiatischen Ländern wie Indien und Arabien unterhielt. Dort sah er die Herstellung von Porzellan, die Moschee von Guangzhou, Kornhäuser und wie die Stadtverwaltung funktionierte. Außerdem berichtete al-Tajir, dass es auf den Malediven eine sehr schöne und wohlhabende Königin gab. Nachdem sie ihren Schatz an Kaurischnecken aufgebraucht hatte, schickte sie Frauen los um große Palmwedel von Kokospalmen zu sammeln. Diese Palmwedel wurden dann im flachen Wasser ausgelegt. Bald krochen tausende von Kaurischnecken auf die Blätter und wurden mit diesen aus dem Wasser gezogen. Sie wurden getrocknet, um sie abzutöten, und dann wurde die Schatzkammer der Königin wieder mit ihnen aufgefüllt. Diesen Bericht von Suleiman al-Tajir über die Kaurischnecken auf den Malediven bestätigte auch al-Mas'udi, ein arabischer Historiker, der im 10. Jahrhundert in Bagdad lebte.
François Pyrard erlitt 1602 Schiffbruch auf den Malediven und hielt sich zwei Jahre dort auf. Er schrieb: „Sie nannten sie Boly [Kauris] und exportierten sie in unendlichen Mengen. In einem Jahre habe ich 30 oder 40 Schiffe gesehen, die ausschließlich mit ihnen voll geladen wurden – ohne irgend eine andere Fracht. Alle gehen nach Bengalen, da nur dort eine Nachfrage nach großen Mengen zu einem hohen Preis besteht. Die Menschen in Bengalen benutzen sie als gewöhnliches Geld, obwohl sie Gold und Silber haben und reichliche andere Metalle. Und noch seltsamer ist, das Könige und hohe Fürsten Häuser gebaut haben, die ausschließlich dazu bestimmt sind, um diese Muscheln dort zu lagern und als Teil ihres Schatzes zu behandeln.“
Jean (John) Barbot (1655–1712), im 17. Jahrhundert der Generalagent der Compagnie royale d’Afrique in Paris, berichtete ebenfalls von der Kaurischnecke: „Die Boejies oder Kauris, die von den Franzosen Bouges genannt werden, sind klein, mit milchweißen Schalen und gewöhnlich so groß wie kleine Oliven. Sie werden zwischen den Untiefen und Felsen der Malediveninseln gesammelt. Die Kauris haben sehr unterschiedliche Größe, die kleinsten sind kaum größer als eine gewöhnlich Erbse, während die größten so groß wie eine gewöhnliche Walnuss sind und länglich wie eine Olive.“
Die Malediven und die 400 km weiter nördlich gelegenen Lakshadweep-Inseln (heute zu Indien) lieferten bis zum 18. Jahrhundert die Geld-Kaurischnecke für den größten Teil des Welthandels. Als Gegenleistung für die Kaurischnecken führten die Malediven unter anderem Reis ein. Ohne diesen Reis wären die Malediven nur schwer bewohnbar gewesen. Ausgeführt wurden die Schnecken primär nach Bengalen. Europäische Händler kauften sie dann von indischen Händlern ab, verschifften sie nach Europa und kauften dann damit Sklaven in Westafrika.
Aus historischer Perspektive ist die Geld-Kaurischnecke das wichtigste wirbellose Meerestier auf den Malediven. Obwohl die Kaurischnecke im ganzen Indopazifik weit verbreitet war, waren die Malediven immer das Zentrum des lukrativen Handels mit diesen Schnecken. Der Grund dafür ist nicht nur, dass sie dort im Überfluss vorkamen, sondern auch, dass auf den Malediven eine einfache und effektive Methode entwickelt wurde, um sie zu sammeln.
Dazu wurden Bündel von Kokos-Palmwedeln im flachen Wasser der Lagunen ausgelegt, die Kauris sammelten sich dann auf ihnen an. Es wird angenommen, dass sich die Kaurischnecken, die Flachwasserbewohner sind, vom Detritus (zerfallende organische Substanzen) ernähren, der sich auf den Palmwedeln angehäuft hat. Nach einer gewissen Zeit wurden die Palmwedel-Bündel auf den Strand gezogen, wo die Kauris in der heißen Sonne starben und dann von den Palmwedeln geschüttelt werden konnten. Die toten Kaurischnecken wurden danach mit ihrem Gehäuse in Gruben vergraben, das Fleisch verrottete – auch durch die Einwirkung von wirbellosen Saprobionten (Detritivoren) – und zurück blieben die sauberen, leeren Gehäuse der Kaurischnecken, die nur noch eingesammelt werden mussten. Fast alle frühen Reisenden, die über die Malediven Berichte schrieben, erwähnten die Bedeutung der Ausfuhr der Kaurischnecken.
Der Reisende Ibn Battūta, der die Malediven 1343/44 und 1346 besucht hatte, beschrieb ebenfalls die Malediven als Zentrum des Kaurihandels. Bis Mitte des 14. Jahrhunderts, als Ibn Battuta die Malediven besuchte, hatte das Kaurigeld sein Verbreitungsgebiet bis Westafrika ausgedehnt. Ibn Battuta berichtete von dessen Gebrauch in Mali. Wahrscheinlich wurden sie über Kairo importiert. Ganze Schiffsladungen dieser Schnecken wurden von den Malediven aus verschifft, bis in der Mitte des 19. Jahrhunderts die maledivischen Kaurischnecken ihre Bedeutung verloren und durch größere Exemplare von Sansibar und Mosambik ersetzt wurden.
Heute gibt es den einst so wichtigen Handel mit Kaurischnecken nicht mehr, es werden nur noch ganz geringe Mengen an Kaurischnecken von den Malediven exportiert. An die historische Bedeutung dieses Tieres erinnert man sich jedoch auf den Malediven, beispielsweise mit einem Paar Kaurischnecken auf jeder Banknote der Malediven.
Spätestens ab dem 9. Jahrhundert bis zum 19. Jahrhundert kontrollierten die Herrscher der Malediven die Versorgung mit Kaurischnecken. Sie wurden von den Malediven nach Bengalen, Südostasien und auf die Arabische Halbinsel exportiert.
Ein 1515 geschlossener Vertrag erlaubte portugiesischen Händlern jährlich 24 Tonnen Kaurischnecken von den Malediven nach Westafrika zu verschiffen. Danach dominierten die Portugiesen den Kaurihandel fast bis zum 16. Jahrhundert.
Nachdem die Europäer die Malediven erreicht hatten, die Portugiesen besetzten 1558 die Inseln der Malediven, nahm der Export der Kaurischnecken stark zu. Sie wurden von portugiesischen Schiffen, später auch von holländischen und englischen Schiffen als Ballast an Bord genommen und nach Europa transportiert. Dort wurden sie in Säcke abgefüllt und mit Schiffen nach Westafrika gebracht.
Anfang des 17. Jahrhunderts begann die Britische Ostindien-Kompanie mit dem Export der Kaurischnecken von den Malediven. Mit dem Niedergang des portugiesischen Macht im Indischen Ozean wurden die Briten im 18. Jahrhundert der Hauptlieferant der Kaurischnecken für den Sklavenhandel.
Die Verwendung der Kaurischnecke als Geld und Schmuck veranlasste die Portugiesen, diese als Ballast zu verwenden, anstelle von Steinen, Sand oder rostigem Eisen, mit dem man kein Geld verdienen konnte.
Auf verschiedenen Atollen der Malediven wuchsen die Geld-Kaurischnecken relativ artenrein, mit nur sehr geringen Beimischungen der weniger geschätzten Ring-Kaurischnecke. So entfiel das sehr aufwendige Sortieren der beiden Schneckenarten. Jedoch wurde später, als die Ring-Kaurischnecke von Sansibar in Konkurrenz zur Geld-Kaurischnecke von den Malediven trat, im Allgemeinen kein Unterschied zwischen beiden gemacht. In Asien und Afrika sind beide Arten oft gemeinsam zu finden.
Außerdem wuchsen in den Lagunen der Malediven, wegen der günstigen Kombination aus richtiger Wassertemperatur und Wassertiefe, durchschnittlich deutlich kleinere Geld-Kaurischnecken heran als anderswo. Diese Kombination aus kleinen Kaurischnecken, ihrer großen Zahl und der Leichtigkeit, mit der sie gesammelt werden konnten, gab den Malediven einen unvergleichlichen Vorteil als Hauptlieferant der Kauris. Fünfzig Personen konnten an einem Tag – bei Ebbe – über 50 kg Kaurischnecken von den Korallen und Wasserpflanzen „abernten“. Die lebenden Kauris wurden danach für einige Wochen in flachen Gruben vergraben. Danach wurden sie mit Meerwasser gewaschen, um das tote organische Material zu entfernen und anschließend in einem zweiten Waschvorgang mit Süßwasser, um ihn wieder ihre leuchtende Farbe und Glanz zu verleihen.

### China

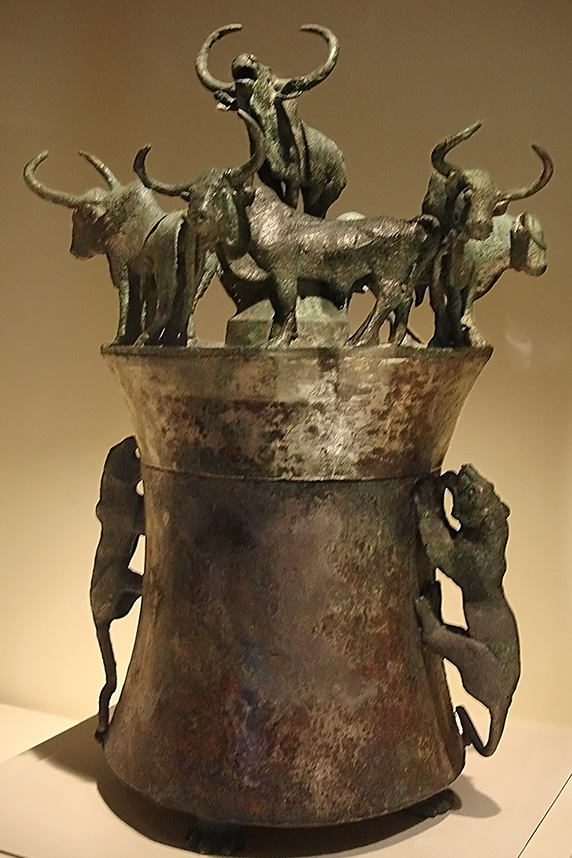
Behälter für Kaurischnecken (Bronze; Grabbeigabe aus der Zeit der Westlichen Han-Dynastie, 207 vor bis 9 n. Chr.)

Kaurischnecken, die in China bèi genannt wurden, waren die früheste Geldform in China. Ihre Verwendung in China ist durch archäologische Funde, ab dem Neolithikum belegt (Majiayao-Kultur; 馬家窯), zahlreich werden die Funde ab 2200 v. Chr. Das altchinesische Wort Pong für Halsschmuck aus Muscheln wurde später die Bezeichnung für eine Werteinheit Muschelgeld. Das Kaurigeld war eine sinnvolle Lösung für Kleingeld. Kaurischnecken kamen nur im Meer, weit von China vor. In Gräbern jener Zeit wurden Kaurischneckenschalen gefunden, manchmal in sehr großen Mengen. Einen der ersten schriftlichen Hinweise auf das Kaurigeld gab der chinesische Historiker Sima Qian, der erwähnte, dass Kaurischnecken zur Zeit der Shang- und Zhou-Dynastien als Zahlungsmittel fungierte.

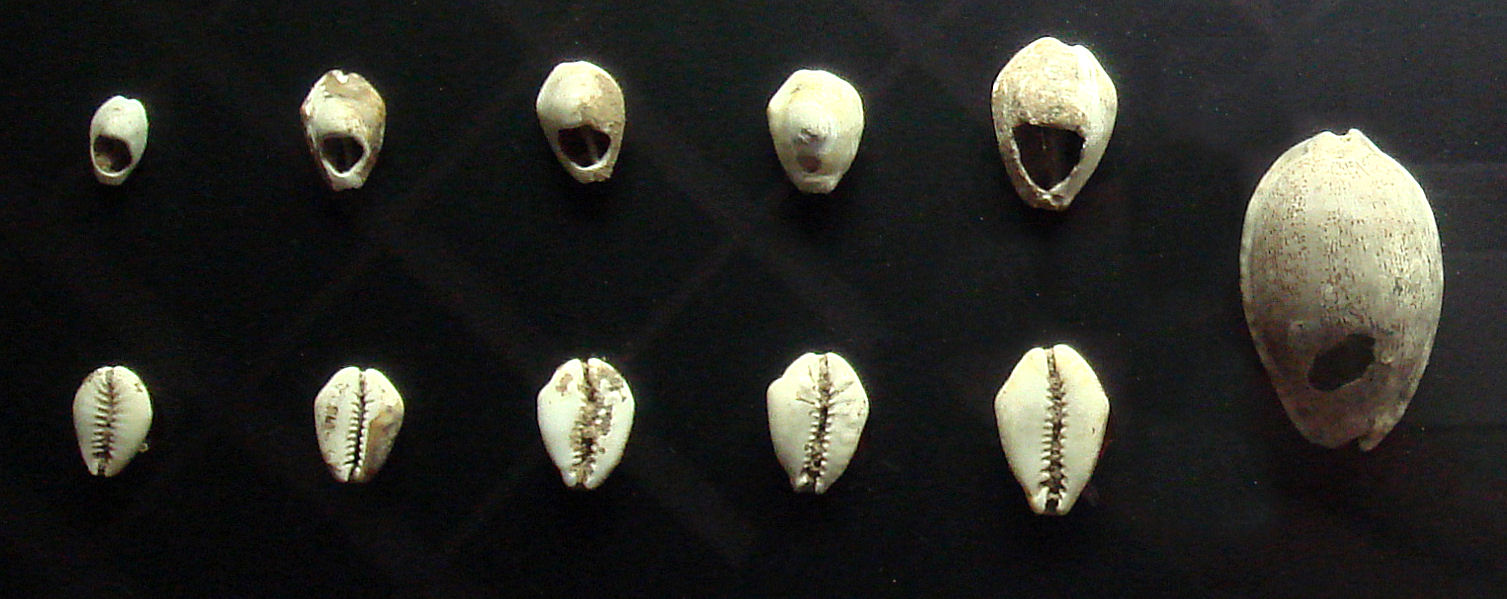
Chinesisches Kaurigeld

Verwendet wurden sie nur nördlich des Jangtsekiang, besonders im Nord-Westen sowie zur Westlichen Chou in den Ebenen von Shaanxi – in den südlichen Provinzen findet man sie in der Antike nicht. Der westlichste Fundort vor 650 v. Chr. ist Hami. Neolithische Importe erfolgten höchstwahrscheinlich über die mongolische Steppe, aus dem persischen Golf. Selbst während der Yangshao-Warmzeit (etwa 8000–3000 v. Chr.) waren die Umweltbedingungen für ihr Vorkommen im südchinesischen Meer nicht ausreichend. Über die Herkunft der als Grabbeigaben gefundenen Kauri in Yunnan vor seiner Eingliederung in das Han-Reich 69 v. Chr. herrscht noch keine Klarheit.
Mit der Einführung von Bronze-Münzen hörte der Gebrauch von Kauris mit Beginn der frühen Han-Dynastie auf. Erstmals wurden 335 v. Chr. Kauris verboten, da sie in Konkurrenz zu den Kupfermünzen standen. Ein großes Problem war, dass für größere Transaktionen sehr große Mengen an Kauris erforderlich waren. Da man der Geld-Kaurischnecke (Monetaria moneta) und der Ring-Kaurischnecke (M. annulus) den gleichen Wert beimaß, behalf man sich manchmal, indem Exemplare größerer Kauriarten, wie z. B. der Tiger-Kaurischnecke, Cypraea tigris und die Schildkröten-Kauri (Chelycypraea testudinaria), einen größeren Wert repräsentierten.

Die spätere Verwendungen zur T'ang- und Qing-Dynastie in Yunnan – sie hielten sich dort bis zum Ende des 19. Jahrhunderts als Zahlungsmittel – entstanden unabhängig vom antiken Gebrauch. Marco Polo behauptete, dass die Kauris aus Indien in die Provinz Yunnan eingeführt wurden, wobei ein Import über Inlandsrouten, wahrscheinlich entlang der großen Flüsse Saluen und Irrawaddy mit seinem Nebenfluss Ruili Jiang plausibel erscheint.
Nachdem die Kauriwährung im 10. Jahrhundert wieder üblich geworden war – noch bis zum 14. Jahrhundert konnten in China Steuern mit Kauris bezahlt werden – wurde sie in China erst 1578, unter Kaiser Wan-li (Ming-Dynastie), wieder außer Kraft gesetzt. Um das Jahr 1000 hatte man das erste chinesische Papiergeld ausgegeben. 1402 wurde dieses in China wegen der hohen Inflation wieder abgeschafft. Im 14. und 15. Jahrhundert, als sich das Papiergeld in China immer weiter ausbreitete, wurde von der Bevölkerung trotzdem immer wieder hartnäckig auf Kaurigeld zurückgegriffen.
Später wurde das Kaurigeld in China wieder von Bronzemünzen verdrängt. In der Provinz Yunnan hielten sie sich jedoch bis zum Ende des 19. Jahrhunderts.

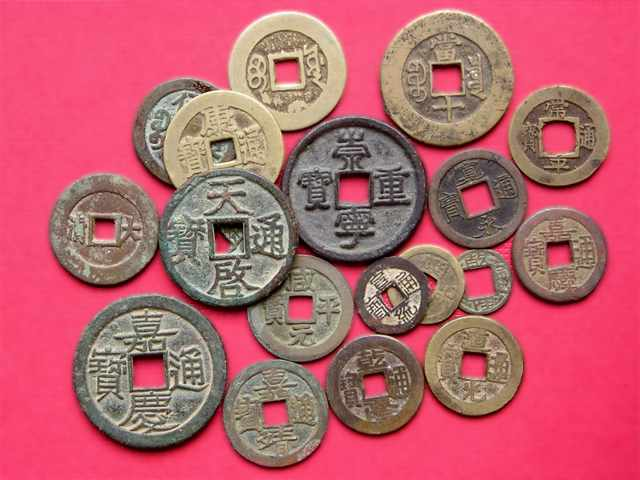
Cashmünzen, die wie Kauris an einer Schnur getragen wurden (cash-Schnur)

So wie die Kaurischnecken durch Bearbeitung ein Loch verpasst bekamen, um aufgefädelt zu werden, so hatten auch die nach den Kauris in China gebräuchlichen Cash-Münzen ein Loch und wurden auch an Geldschnüren getragen, was wahrscheinlich durch den jahrhundertelangen Gebrauch des Kaurigeldes inspiriert war.

#### Imitate von Kaurigeld
Bereits während der Shang-Dynastie gab es neben den echten Kauri nachgemachte Kauri aus verschiedenem Material.
Später kamen jedoch Imitationen der Kaurischnecke als Nachfolger des Kaurigeldes in Gebrauch, sie waren aus Stein, Knochen, Jade, Ton, Elfenbein, Kupfer, Bronze, Silber oder mit Gold belegter Bronze. Aus Knochen imitierte Kaurischnecken waren das erste von Menschenhand gefertigte Geld. Mit der Zeit wurden in der Östlichen Zhou-Dynastie (770–256 v. Chr.) die Kaurischnecke als Zahlungsmittel von Imitaten der Kaurischnecke aus Knochen und Metall verdrängt. Trotzdem wurden weiterhin echte Kaurischnecken verwendet, bis zur Yuan-Dynastie (1279 bis 1368) und bis zur Ming-Dynastie (1368–1644) – in Teilen der Provinz Yunnan.
Grabungsfunde aus der frühen Zhou-Dynastie (1122–221 v. Chr.) belegen solche Stücke. Ob es sich bei diesen Imitationen lediglich um Begräbnisgeld (englisch burial money oder burial coins) handelte, ist schwer zu sagen. Nur auf den aus dem Staate Chu stammenden Bronzeimitaten der Kaurischnecken sind Abbildungen zu sehen.
Kauris wurden zwischen 1100 und 800 v. Chr. in China Mangelware, deshalb wurden Nachbildungen hergestellt.
Die Knappheit von Kaurischnecken bewog die Chinesen sie mit anderen Materialien zu imitieren: in Holz, Stein, Jade, anderen Halbedelsteinen, Knochen, Bronze und sogar Gold oder Silber. Diese Imitate führten dann zum Ameisennasengeld (oder „Ameisennasen“-Münzen; engl. ant nose money; chinesisch Yi Bi Qian oder Pi Ch’ien) in der Song-Dynastie. Die „Münzen“ hatten Figuren, die Ameisen mit einer menschlichen Nase ähnelten. Diese Münzen wurden als Begräbnisgeld eingesetzt, das als Grabbeigabe fungierte. Während der Zeit der Streitenden Reiche (475–221 v. Chr.) hat der Staat Chu Ameisennasen-Geld aus Bronze verwendet (yi bi qian) (auch „Geistergesicht-Geld“ genannt, gui lian qian, englisch ghost face money).
Von 581 bis 221 v. Chr. gab es in China das Geistergesicht-Geld, bronzene Kaurinachbildungen mit Schriftzeichen. Es wurde 221 v. Chr. durch Kaiser Qin Shihuangdi wieder abgeschafft.
Später tauchten auch in anderen Ländern Kaurinachbildungen auf. In Thailand gab es Kauriimitate aus Blei. Kauriimitate aus Gold wurden als Grabbeigaben in antiken Gräbern auf Zypern und aus Bronze in etruskischen Gräbern gefunden. Einige sehen auch die Kaurischnecke als Modell für die unförmigen altgriechischen Münzen. Im Getty Museum ist eine Halskette aus in Gold nachgebildeten Kaurischnecken ausgestellt, die um 220–100 v. Chr. im ägyptisch-griechischen Alexandria angefertigt wurde.
Bereits im vorantiken Zypern im 2. Jahrtausend v. Chr. trugen die Töchter der Herrscher einen Gürtel oder eine Schürze, auf der Gold- oder Silberimitationen von Kaurischnecken aufgenäht waren – wahrscheinlich als Amulett zum Schutz vor Unfruchtbarkeit.

#### Schriftzeichen

Entwicklung des chinesischen Schriftzeichens für Geld. Ursprung ist die Form der Kaurischnecke (links)

Während der Shang-Dynastie war es eine Ehre für Beamte, wenn sie von ihren Vorgesetzten mit Kaurischnecken beschenkt wurden. Das moderne chinesische Wort für „schenken“ (賜 / 赐,  sì) hat heute noch als eine Komponente das Zeichen für „Schneckenhaus“ (貝 / 贝,  bèi); ebenso enthalten „Wohlstand“ (財 / 财,  cái), „Handel“ (貿 / 贸,  mào) und „Waren“ (貨 / 货,  huò) das Zeichen für „Schneckenhaus“.
Das chinesische Schriftzeichen für „Geld“ sowie zahlreiche chinesische Schriftzeichen, die mit Geld zu tun haben (wertvoll, Wert, moralischer Wert, physikalischer Wert, in Kombination mit weiteren Zeichen kann das Zeichen für Kauri/Geld bedeuten: Reichtum, Vermögen, spenden, unterstützen, freigiebig, billig, arm, Armut, Steuer, Dieb, bestechlich usw.), enthalten ein Radikal (grafische Grundkomponente eines chinesischen Schriftzeichens), das eine stilisierte Kaurischnecke darstellt. Das heutige Langzeichen für bèi („Kauri, Geld“) ist 貝, das Kurzzeichen 贝.
In der frühesten Form, der archaischen chinesischen Schrift, welche sich zur Siegelschrift entwickelte, war das Zeichen bèi ein grobes Bild der ventralen (bauchseits, am Bauch gelegen) Seite der Kaurischnecke. Das Zeichen 貝 / 贝 war so wichtig, dass es als eines der 214 Radikale in die chinesische Schriftsprache aufgenommen wurde. Heute haben 84 chinesische Schriftzeichen das 貝 / 贝 als Grundlage.

### Ceylon
Auf Ceylon (ab 1972 Sri Lanka) wurde Kaurigeld bis zum Anfang des 20. Jahrhunderts verwendet.

### Indien
Das Kaurigeld breitete sich von China aus unter anderem weiter nach Indien aus. In Indien tauchte das Kaurigeld vor über 2000 Jahren auf. In Indien wurde das Kaurigeld eine wichtige Währung. Die größte Verbreitung erlangte es dort im 4. bis 6. Jahrhundert n. Chr. und blieb bis Mitte des 19. Jahrhunderts in Umlauf. Im 17. Jahrhundert wurden Kauris in ganz Indien und auf den Philippinen als Zahlungsmittel benutzt.
Schatzfunde in Indien (besonders in Punjab) bezeugen, dass Kaurigeld in vorchristlichen Zeiten auch noch dann in Umlauf war, als schon Metallmünzen in Gebrauch waren.
In Indien wurden Kauris zusammen mit Münzen gefunden. Die Funde wurden auf das 1. Jahrhundert n. Chr. datiert.
In Indien waren besonders Bengalen und Orissa ein großer Abnehmer für die Kaurischnecken von den Malediven.
Die Kauriwährung wurde 1872 in Indien außer Kraft gesetzt.
Verrier Elwin schrieb 1942, dass es noch viele alte Leute in Indien gibt, die sich an die Verwendung des Kaurigeldes erinnern konnten, und dass Kaurischnecken zur Begleichung der Steuerschulden genommen wurden.
Die Assoziation der Kaurischnecke mit Lakshmi, der hinduistische Göttin des Glücks und der Schönheit, ist wirtschaftlichen Ursprungs. In alten Zeiten war die Kaurischnecke wahrscheinlich die einzige Währung in Indien und in den indischen Büchern der Hindus wird der Wert oft in Kaurischnecken angegeben.
Für Südindien gibt es keine Belege, dass Kauris bei gewöhnlichen Käufen und Verkäufen verwendet wurden, obwohl Reis von Malabar (Südwest-Indien) in beträchtlicher Menge auf die Malediven exportiert wurde und obwohl die Händler der muslimischen Moplah, die von der Malabarküste aus operierten, einen starken Anteil am Küstenhandel in Bengalen und Orissa hatten. Die Moplah-Händler dominierten den Kaurihandel bis zur ersten Hälfte des 17. Jahrhunderts. Danach wurde die Kaurischnecke von bengalischen Händlern direkt gehandelt. In Bengalen und Orissa war die Bedeutung des Kaurigeldes sehr groß, da es dort keine Kupfermünzen gab. Während der Periode des Mogulreichs blieb in Bengalen die Kaurischnecke das Zahlungsmittel für Geschäfte mit geringerem Wert, unter anderem weil es die Herrscher des Mogulenreichs versäumt hatten, in dieser Provinz ein System des Trimetallismus (drei verschiedene Münzsysteme mit drei unterschiedlich wertvollen Metallen) einzuführen. In Bengalen hatten die Kaurischnecken einen drei- bis viermal so hohen Wert wie auf den Malediven. Im 16. Jahrhundert begannen die Portugiesen mit der Verschiffung von Kaurischnecken nach Bengalen. Später stiegen auch die Briten und besonders die Britische Ostindien-Kompanie in den Kaurihandel ein. Teils verschifften sie die Kauris nach Bengalen, teils über den Hafen von Chittagong weiter nach Europa.

### Philippinen
Auf den Philippinen wurde das Kaurigeld um 1800 von Kupfermünzen verdrängt.

### Thailand
Die Kauriwährung wurde in Siam 1881 nicht mehr anerkannt.

### Neuguinea
Im Kaiser-Wilhelms-Land (Deutsch-Neuguinea) galt 1914 die Reichsmark als gültiges Zahlungsmittel, parallel dazu lief bei den indigenen Völkern noch das traditionelle Kauri-Muschelgeld um.
In Papua-Neuguinea wurde das Kaurigeld bis ins Hochland gehandelt. Dann kam es zwischen 1930 und 1960 zu einem Platzen der Kauri-Inflationsblase. Dieser Zeitraum fällt mit dem Zustrom australischer Arbeiter für die Goldminen in Papua-Neuguinea zusammen und dem gleichzeitig stark zunehmenden Import der Kaurischnecke als Zahlungsmittel. Besonders während der Gründung der Basis in Mount Hagen zwischen 1933 und 1940 wurden bis zu 10 Millionen Kaurischnecken in das Hochland von Papua-Neuguinea eingeführt. Mit den Kaurischnecken wurden unter anderem die Arbeitskräfte bezahlt. Der Zweite Weltkrieg unterbrach den Import der Kaurischnecken, der danach jedoch wieder stark zunahm.

### Ozeanien
In Ozeanien findet sich Kaurigeld nur vereinzelt, da es dort eine starke Konkurrenz durch verschiedene Arten von Muschelgeld gab.
Obwohl Kaurischnecken auch auf den meisten Pazifikinseln zu finden waren, verkörperten sie dort keinen Wertstandard, wie in Asien oder Afrika, wo Kaurischnecken an die Stelle von Geld traten.
Auf den Inseln des Pazifiks gab es die unterschiedliche Formen von Muschelgeld und Schneckengeld.

### Aserbaidschan
In Aserbaidschan waren Kaurischnecken in ihrer Eigenschaft als Kaurigeld bis ins 17. Jahrhundert anzutreffen.

## Afrika

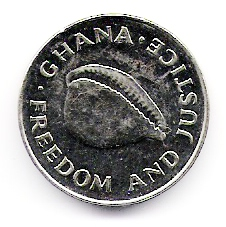
20-Cedi-Münze aus Ghana (2006) mit der Darstellung einer Kaurischnecke, die über fünf Jahrhunderte lang Zahlungsmittel in Westafrika war

Kaurischnecken wurden bereits in den vordynastischen Gräbern in Ägypten (5000 v. Chr.) und in den dynastischen Gräbern Ägyptens (ca. 4000–3200 v. Chr.) gefunden.
Kaurigeld gab es spätestens ab dem 10. Jahrhundert in Afrika, also bereits einige Jahrhunderte vor dem Beginn der europäischen Kolonialzeit in Afrika. Vor dem Kaurigeld zirkulierten in Afrika bereits seit dem 5. Jahrhundert vor Christus Münzen.
Für Timbuktu in der Sahara ist die Verwendung des Gehäuses von Kaurischnecken als Geld bereits im 11. Jahrhundert nachgewiesen. Seefahrer des 16. Jahrhunderts fanden das Kaurigeld längs der Küsten West- und Ostafrikas.
Seit 1300 n. Chr. gab es Kaurigeld in Ostafrika und Zentralafrika.
Arabische Händler, später auch venezianische Kaufleute brachten über die Karawanenstraßen die Kaurischnecke in das damals große afrikanische Handelszentrum Timbuktu, am Nigerfluss gelegen. Auch dort wurden dann die handlichen, schönen Muscheln zum Zahlungsmittel.
Leo Africanus (1490 – ca. 1550) berichtete von ungeprägten Goldmünzen in Timbuktu, und dass sie in Angelegenheiten von geringem Wert gewisse Schnecken verwenden, die aus dem Königreich Persien kamen. 400 dieser Schnecken entsprachen dem Wert von einem Dukaten.
Eine große Triebkraft für die Verbreitung des Kaurigeldes in Afrika war die Entwicklung des atlantischen Sklavenhandels, der im 16. Jahrhundert einen starken Aufschwung nahm, als die Zuckerrohrplantagen in Amerika dringend sehr viele Arbeitskräfte brauchten. Portugiesische, niederländische und englische Händler kauften die Kaurischnecken an den Küsten von Indien, transportierten sie mit ihren Schiffen – mit Umwegen – nach Guinea, wo die Kaurischalen mit Gewinn verkauft wurden. Von diesem Geld wurden dann unter anderem Sklaven gekauft und gewinnbringend in Amerika verkauft (→ Atlantischer Dreieckshandel).
Im Mittelalter hatte Venedig die Zufuhr von Kaurischnecken nach Nordafrika in der Hand, es hatte den Kaurihandel monopolisiert und war bis zum 15. Jahrhundert der Hauptlieferant.
Wegen ihrer Form wurden Kaurischnecken in Afrika, aber auch anderswo, oft als Symbole der weiblichen Sexualität angesehen. In Afrika war es ein weit verbreiteter Mythos im Zusammenhang mit dem Sklavenhandel, dass sich Kaurischnecken von getöteten Sklaven ernähren, die als Köder im Wasser versenkt wurden. In Nigeria, Benin und Togo wurde den lebenden Kaurischnecken auch nachgesagt, dass sie ihrer Beute – den versenkten Menschen – das Blut aussaugen („Vampir-Kauris“).
Kaurischnecken wurden, wie in China, auch in Afrika den Toten als Grabbeigaben als „Reisegeld“ ins Grab gelegt.

### Ostafrika
Kaurischnecken wurden im 9. und 10. Jahrhundert von arabischen Händlern entlang der ostafrikanischen Küste gegen Gold und Elfenbein eingetauscht, später bis Ende des 19. Jahrhunderts von den Europäern.
Arabische Händler brachten die Kaurischnecke von der ostafrikanischen Küste den Sudan nach Oberguinea und über Mauretanien und bis zu den Berbern im Atlasgebirge.
Bis weit ins 19. Jahrhundert war das Kaurigeld in Ostafrika verbreitet, besonders auf Sansibar und in Äthiopien.

#### Seychellen
Von der Firma „O’Swald & Co“ wurden die Kaurischnecken auf den Seychellen günstig erworben und dann über Sansibar, unter Umgehung des innerafrikanischen Zwischenhandels, nach Westafrika gebracht. Dazu wurde in Lagos 1849 eine Faktorei angelegt. Inhaber der Firma „O’Swald & Co“ war die Familie von William Henry O’Swald, die ihr Vermögen in der Anfangszeit mit dem Export von Kaurischnecken von Sansibar an die Westküste Afrikas verdient hatte.
Die Firma „O’Swald & Co“ hatte mit ihren Handelsaktivitäten in Sansibar, Lagos und Palma begonnen. Das Hauptbüro war in Sansibar. Besonders erfolgreich war der Kaurischneckenhandel der Firma. Die in Westafrika seltenen Kaurischnecken wurden billig auf den Seychellen, wo sie reichlich vorhanden waren, eingekauft und danach mit großem Profit an afrikanische Mittelsmänner verkauft, die mit dem Sklavenhandel zu tun hatten. Der Hafen von Sansibar war zu jener Zeit der Hauptumschlagplatz für Sklaven in Ostafrika.
Kaurischnecken spielten auch im Handel, besonders mit Leinen, zwischen Sansibar und Hamburg eine Rolle. Exportgüter von Hamburg nach Sansibar waren Manufakturwaren und Spirituosen, später auch Kohlen und Dampfschiffe für den Sultan. Im Gegenzug wurden Gewürze, Palmkerne, Kautschuk und Häute nach Hamburg verfrachtet.

#### Sansibar
Sansibar war lange Zeit das Haupthandelszentrum für die Kaurischnecken.
Nachdem die Geld-Kaurischnecke wegen der starken Ausbeutung in ihren natürlichen Verbreitungsgebieten rar wurde, verlagerte sich der Kaurigeldhandel auf die Gewinnung der sehr ähnlichen Ring-Kaurischnecke. Die Ring-Kaurischnecke wurde in riesigen Mengen an der Küste von Sansibar „erzeugt“.
Ab 1844 exportierten auch Deutsche und Franzosen von Sansibar die Ring-Kaurischnecke.

#### Uganda
Vor der Einführung des Kaurigeldes gab es bei den Baganda in Uganda blaue Perlen – nsinda genannt. Eine Perle wurde dem Wert von 100 Kaurischnecken gleichgesetzt. Noch vor den Perlen gab es kleine Elfenbeinscheiben – singa genannt. Eine Scheibe wurde ebenfalls dem Wert von 100 Kaurischnecken gleichgesetzt. Während der Herrschaft von Ssemakookiro Nabbunga Wasajja, 27. König von Buganda (1797–1814) erreichten Handelsgüter wie dunkelblaue Baumwollkleidung, Kupferdrähte und Kaurischnecken von der ostafrikanischen Küste aus das Hinterland von Buganda.

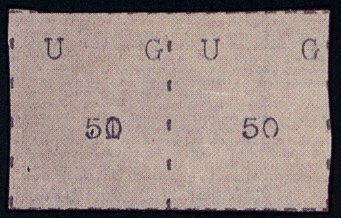
Zwei sogenannte Uganda Cowries mit der Wertangabe 50 Kauris

Der indigenen Bevölkerung in Uganda war unter der Kolonialherrschaft erlaubt, ihre Steuern in Kauris zu bezahlen. Die erste von Missionaren organisierte Post gab 1895 und 1896 Serien von Briefmarken heraus, deren Wertangabe in Kauries lautete (Uganda Cowries). Ab dem 31. März 1901 wurden jedoch Kauris nicht mehr von der britischen Kolonialmacht zur Bezahlung der Steuern akzeptiert. Der Umrechnungskurs betrug damals eine Rupie für 800 Kauris. Nachdem am 8. Juli 1901 bekannt wurde, dass ganze Bootsladungen mit Kaurischnecken aus Deutsch-Ostafrika (heute hauptsächlich Tansania) nach Uganda unterwegs waren, wurden alle weiteren Importe von Kaurischnecken nach Uganda untersagt. Trotzdem wurde das Kaurigeld nur langsam verdrängt. Bis 1909 verschwand das Kaurigeld nicht völlig, es wurde besonders für den Kleinhandel weiter verwendet, parallel zur Indischen Rupie, die über Kenia nach Uganda gekommen war, später kam die Silber-Rupie der Imperial British East Africa Company dazu.
Der Gesamtwert der weiter zirkulierenden Kaurischnecken wurde auf umgerechnet 20.000 Pfund Sterling geschätzt.

#### Sudan
Kauris dienten fast im ganzen Sudan als Geld. Wegen der Inflation des Kaurigelds, wo das Kaurigeld einst sehr geschätzt wurde, überstieg der Transportaufwand irgendwann den Wert der Kaurischnecke. Die Sklaven, die die Kaurischnecken über die sehr weiten Distanzen im Sudan transportieren mussten, waren letztendlich in ihrem Unterhalt teurer, als der Wert der transportierten Ladung.
Die Völker westlich des oberen Nils (A'ali an-Nil im Sudan) trugen vielfach Kaurischmuck. Bis 1860 wurde ein lebhafter Kaurihandel von Khartum aus nach dem oberen Nil (A'ali an-Nil) und Bahr al-Ghazal betrieben.

#### Äthiopien
In Äthiopien waren Kauris in entlegenen Landesteilen noch sehr lange in Gebrauch.

### Zentralafrika
Missionare führten Kaurigeld auch im Kongobecken ein.

### Westafrika
Die Verwendung von Kaurigeld in einigen Gebieten Westafrikas reicht bis mindestens in das 11. Jahrhundert zurück. Als die Araber als Sklavenhändler in Afrika eindrangen, brachten sie die Kauri von Ostafrika mit. Im 19. Jahrhundert nahm die die Verwendung von Kaurigeld im Sklavenhandel wieder stark ab, stattdessen wurde das Kaurigeld immer stärker im Handel mit Palmöl verwendet.
In Westafrika zirkulierten Kaurischnecken nur in einem begrenzten Gebiet: im Einzugsgebiet des Nigerflusses. Ausgenommen davon war die Küste von Oberguinea und das nördlich davon gelegene Gebiet, obwohl an der Küste von Gambia sehr viele Kaurischnecken ihren natürlichen Lebensraum haben. Der Import der Kaurischnecke nach Westafrika erfolgte von den Malediven über Marokko und in geringerem Ausmaß über Ostafrika.
Obwohl der Zustrom von Kaurimuscheln nach Westafrika zunahm, behielt das Kaurigeld seinen Wert, da es auf einen sich stark ausweitenden Handel traf. Bis zum endgültigen Kollaps der Zahlungen mit Kaurigeld in Westafrika Ende des 19. Jahrhunderts, gab es zwischenzeitlich Perioden, in denen das Kaurigeld abgelehnt wurde.
Die Verwendung von Kaurigeld in Westafrika begann zwischen 1290 und 1352. Gold und Metallmünzen waren in dieser Region bereits lange vorher in Gebrauch gewesen. Polanyi (1966) sieht die Einführung der Kauriwährung als ein Instrument der Steuererhebung. Auch lokale Berichte erzählen, dass das Kaurigeld eine Erfindung des Staates war. Beispielsweise wurde auf den Märkten im Königreich Dahomey die Einführung des Kaurigeldes durch den König erzwungen, ebenso wurde in Bornu 1840 das Kaurigeld auf staatliche Initiative hin als Steuer eingeführt.
Duarte Pacheco Pereira schrieb 1505 in seinem Buch Esmeraldo De Situ Orbis: „Die Neger dieser Inseln nehmen kleine Muscheln ... die sie ‚zinbos‘ nennen. Sie werden im Land des Mani-Kongo als Geld verwendet. In Benin verwenden sie Geldmuscheln, die sie ‚iguou‘ nennen .. sie verwenden sie um alle Dinge zu kaufen und derjenige, der die meisten davon hat, ist der Reichste.“
Nach 1500 begannen Engländer und Holländer den Import der Geld-Kaurischnecke von den Malediven auf dem Seeweg nach Oberguinea, ab 1844 importierten Deutsche und Franzosen auch die Ring-Kaurischnecke von Sansibar.
Von 1971 bis 1986 war in Guinea der Cauri die Untereinheit des Syli. Der Syli war unterteilt in 100 Cauri. Der Name des Cauri war vom Kaurigeld abgeleitet. Die 50-Cauri-Münze trug auf ihrer Vorderseite die Abbildung einer Kaurischnecke.
Umstritten ist, ob Kaurigeld in Westafrika als staatliches Geld offiziell festgelegt wurde oder ob es sich unkontrolliert ausbreitete. Die Ausbreitungsgrenzen des Kaurigeldes in Westafrika sahen jedenfalls so aus, als ob sie von einer Verwaltungsautorität gezogen worden waren.
In Westafrika waren die Kaurischnecken nicht unbegrenzt zu bekommen. Sie hatten dort nicht ihren natürlichen Lebensraum und der Staat unterband die freie Einfuhr von Schiffsladungen mit Kaurischnecken.
Das Kaurigeld war bereits über ein Jahrhundert vor dem atlantischen Sklavenhandel der Europäer in weiten Teilen Westafrikas in Gebrauch. Jedoch war die Zunahme des Sklavenhandels im 18. Jahrhundert ein Hauptgrund dafür, dass der Import von Kauris im gleichen Zeitraum ein Rekordniveau erreichte.
Bis 1750 beherrschten die Niederländer den Kaurihandel, danach nahm der Kaurihandel der Holländer bis 1796 ab und wurde von ihnen eingestellt, da die Koalitionskriege die Handelstätigkeit der Niederländer zugrunde richteten. Bis 1807 kontrollierten danach die Briten den Kaurihandel, bis 1807 der Sklavenhandel auf britischen Schiffen verboten wurde (Abolitionismus). Danach brach der Kaurihandel (von Indien nach Europa und von Europa nach Westafrika) zeitweise ein, bis durch die Zunahme der Palmöl-Ausfuhr aus Westafrika der Bedarf an Kaurischnecken als Gegenleistung wieder stark anstieg. Palmöl wurde in der stark wachsenden Industrie Europas während der Gründerzeit unter anderem als Grundlage für Schmierstoffe gebraucht. Zwischen 1700 und 1790 waren 11.436 Tonnen an Kaurimuscheln von den Holländern und Briten nach Westafrika verschifft worden, was 10 Milliarden Kaurischnecken entspricht. Seinen Höhepunkt erreichte der Kaurihandel ungefähr 1840 bis 1870. 1840 exportierten die Briten 205 Tonnen Kauris nach Westafrika; 1845 wurde mit 569 Tonnen der absolute Höhepunkt erreicht. Zwischen 1851 und 1869 verschifften fünf deutsche und französische Firmen insgesamt 35.000 Tonnen Kauris nach Westafrika. Danach machten die dramatisch fallenden Kauripreise den Kaurihandel unattraktiv, so dass er eingestellt wurde. Ab 1851 fiel auch der Anteil der Geld-Kaurischnecke von den Malediven am Kaurihandel zugunsten der etwas größeren Ring-Kaurischnecke von Sansibar. Die Ring-Kaurischnecke von Sansibar brachte den Händlern einen Profit von 1000 Prozent im Vergleich zu 100 Prozent Profit durch den Handel mit der Geld-Kaurischnecke von den Malediven.
Die Inflation durch die Einfuhr von Tausenden Tonnen nach Westafrika und die Transportkosten der immer wertloseren Kaurischnecke machten das Kaurigeld, das schon vorher nur „Kleingeld“ war, schließlich unpraktikabel.
Im Reich Bornu (heute Nigeria) wurde 1845 die Kauriwährung eingeführt.

#### Guinea
Mitte des 19. Jahrhunderts begannen französische und Hamburger Kaufleute mit großem Erfolg mit dem Handel der Ring-Kaurischnecke (Monetaria annulus) in Guinea.

#### Ghana
Ursprünglich gehörten Perlen, Eisenstäbchen, Messing und Kaurischnecken zu den Zahlungsmitteln in Ghana. Doch wurden diese nach dem 17. Jahrhundert von dem wertvolleren Goldstaub als Zahlungsmittel ersetzt. Im Jahr 1899 wurde die Verwendung von Goldstaub als Zahlungsmittel von den Briten wegen Missbrauchs verboten.
Ghana hatte zu verschiedenen Zeiten im 17. Jahrhundert andere Zahlungsmittel, die als Primitivgeld verwendet wurden, wie Goldstaub, Sklaven und verschiedene Formen von Eisenwährungen.
Der Name Cedi, seit 1965 Ghanas offizielle Währung, leitet sich vom Akan-Wort für Kauri – „sedie“ – ab.
Der Import von Kaurigeld in das Aschantireich wurde verboten, um eine Konkurrenz zur Goldstaub-Währung zu verhindern.

## Europa
Wenn auch in geringen Mengen, so gelangte das Kaurigeld auch nach Mittelasien und sogar bis Europa.
Nach anderen Autoren wird die Geldfunktion der Kaurischnecken in Europa bezweifelt und ihnen nur eine Schmuckfunktion in Europa und Mittelasien zugestanden.
Einige Kaurischneckenarten wie Cypraea tigris (Tigerkauri) und Cypraea pantherina (Pantherkauri) gelangten in der römischen Kaiserzeit und im Frühmittelalter in größerer Zahl nach Europa, wo sie von Frauen als Amulett getragen wurden und nach dem Tod auch als Beigabe in die Gräber gelangten.
Die Kaurischnecken gelangten von dem Malediven, später auch Sansibar, nicht direkt nach Westafrika, sondern über einen Umweg über Europa. Geschuldet war dieser nur scheinbare Umweg den Routen der damaligen Segelschiffe. Wegen der vorherrschenden Winde segelten die Schiffe auf ihrer Rückreise nach der Umrundung des Kaps der Guten Hoffnung (der Sueskanal wurde erst 1869 eröffnet) weit in den West-Atlantik hinaus. Dabei die westafrikanische Küste anzulaufen, war segeltechnisch nicht sehr praktikabel. Deshalb wurden die Kaurischnecken auf die Märkte in Europa gebracht und erst von dort nach Westafrika verschifft. Der Preis der Kaurischnecken in Europa bestimmte damit indirekt den Wert eines Sklaven, der dann über den Atlantik nach Amerika verschifft wurde.
Wichtige europäische Städte für den internationalen Kaurihandel waren im 17. und 18. Jahrhundert London, Lissabon, Hamburg und Amsterdam. Amsterdam hatte den größten Kaurimarkt. Der Hauptlieferant war die Niederländische Ostindien-Kompanie. Die Holländer hatten den Portugiesen im Laufe der Zeit die Kontrolle über den europäischen Kaurihandel abgerungen. Haupteinkäufer der Kaurischnecke auf dem europäischen Markt waren die britische Royal African Company und private Kaufleute, die im Afrikahandel engagiert waren. Die Kauris wurden auf dem Landweg durch die Sahara oder auf dem Seeweg nach Westafrika transportiert, wo sie gegen Sklaven und Palmöl gehandelt wurden.
1873 lief vor der Küste von Cumberland ein Schiff im Nebel auf Grund, das auf dem Weg nach Liverpool war und 600 Ballen Geldkauris geladen hatte. Danach wurden jahrelang die Geldkauris an der britischen Küste angespült, so dass einige schon glaubten, die Kauris seien in dem Gebiet heimisch.
Das englische Verb to shell out im Sinne von freigiebig verteilen oder bezahlen, auch für blechen, berappen, löhnen, leitet sich von der Geldfunktion der Kaurischnecken und anderer Formen von Molluskengeld und Muschelgeld ab.

### Russland
Im 12. bis 14. Jahrhundert waren im Kiewer Rus Kaurischnecken als Geld im Umlauf, unter dem Namen Uschowka (russisch ужовка „kleine Ringelnatter“), Schukowina (russ. жуковина), Schwernowka (russ. жерновка) oder Smeinnaja golowka (змеинная головка „Schlangenkopf“).
Im Nordwesten der russischen Gebiete ersetzten Kauris während der münzlosen Zeiten vom 12. bis 14. Jahrhundert das Geld. Sie wurden bei archäologischen Ausgrabungen als Grabgeld in der Gegend von Weliki Nowgorod und Pskow gefunden, auch Depotfunde von Kaurischnecken sind in der Region bekannt.
Neben Kaurigeld waren für kleine Wertbeträge auch Glasperlen in Gebrauch, die auch in Depotfunden anzutreffen sind. Für größere Werte wurde mit Silberbarren bezahlt.
In Nordosteuropa und auch in Russland wurden Geldkauris manchmal in Hortfunden gemeinsam mit arabischen Münzen und westeuropäischen Münzen gefunden.

## Amerika

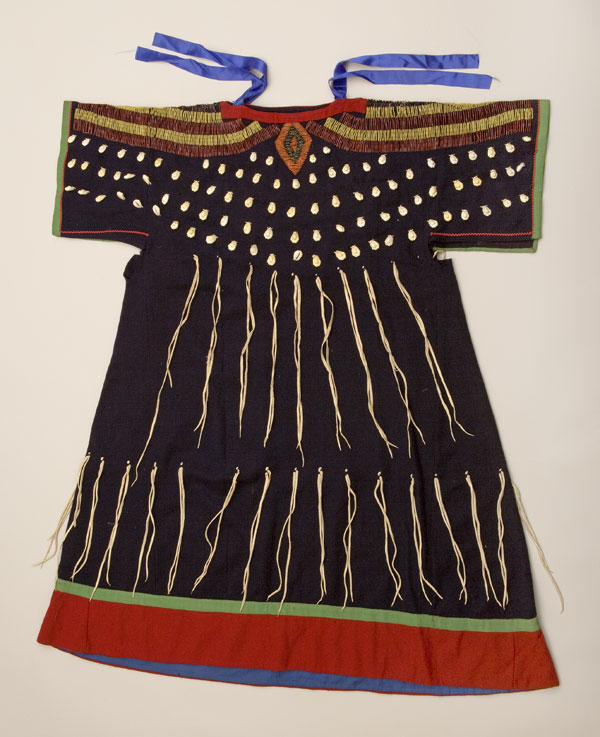
Nordamerikanische Indianer-Kleidung – mit Schmuckbesatz aus Kaurischnecken

Kaurischnecken wurden in Mounds (indianischen Begräbnishügeln) und frühen Begräbnisstätten Nordamerikas gefunden. Kaurischnecken waren auch ein heiliges Symbol bei den Anishinabe-Indianern und beim Volk der Menominee (westlich der Großen Seen) und wurden auch bei Initiationszeremonien verwendet.
Die Hudson’s Bay Company tauschte Kaurischnecken bei den Cree und anderen Indianern vor der Zeit von Lewis und Clark (1806). Wahrscheinlich stammen aus diesem Tauschhandel Kaurischnecken, die in einem Mound in der Nähe von Peterborough (Ontario) gefunden wurde. Fünf Geld-Kaurischnecken wurden in einem Mound in Alabama gefunden, der wahrscheinlich noch angelegt wurde, bevor Europäer in diese Region kamen. Es wird vermutet, dass die ersten Spanier, die nach Amerika kamen – vielleicht sogar schon mit der Expedition von Christoph Kolumbus – die Geldkauris als Tauschware mit sich führten. Kolumbus erwähnt in seinen Tagebüchern jedoch nichts von Kauris. Da er sich ursprünglich aber mit seiner Expedition nach Indien aufgemacht hatte, ist es nicht auszuschließen, dass er in Kenntnis der dort gehandelten Kauris auch solche mit als Zahlungsmittel auf die Reise nahm.
Europäische Siedler und Händler brachten die Kaurischnecken aus dem Indopazifik, sowohl Monetaria moneta als auch Monetaria annulus, nach Nordamerika, wo sie bereitwillig von den indigenen Völkern im Tauschhandel akzeptiert wurden. Nach anderen Quellen wurden Kaurischnecken jedoch nie als Geld in den USA verwendet, jedenfalls gibt es keine Beweise dafür. Jedoch spielte eine andere Schnecke eine große Bedeutung: Wampum-Gürtel aus der Schnecke Venus buccinum erlangten bei den Indianern allmählich die Bedeutung von Tausch- und Zahlungsmitteln.

## Vor- und Nachteile des Kaurigeldes
Geld muss haltbar sein, muss sich tragen lassen (Steingeld beispielsweise lässt sich fast nicht tragen), muss teilbar sein und darf nur schwer zu fälschen sein.

### Vorteile
Diese Kriterien wurden von Edelmetallen am besten erfüllt. Aber auch die Kaurischnecke erfüllte diese Kriterien und konnte noch dazu wegen ihres schönen Aussehens mit dem weißen Porzellanglanz als Dekoration oder zu Schmuckzwecken (auch für Amulette) verwendet werden, für Weissagungen oder als Spielstein.
Die Vorteile des Kaurigeldes waren, dass das Gehäuse der Kaurischnecke sehr haltbar ist. Sie geht fast nie kaputt und kann deshalb über mehrere Generationen weitergegeben oder vererbt werden. Sie kann geschüttet, geschaufelt, eingesackt und in großen Haufen gelagert werden, ohne kaputt zu gehen. Kaurischnecken sind leicht, klein und handlich und fast immer gleich groß.
Wegen ihres relativ hohen Gewichtes je Werteinheit können Kaurischnecken nicht so einfach durch einen Diebstahl verloren gehen, wie das bei Papiergeld oder Goldmünzen der Fall ist.
Ein weiterer Vorteil des Kaurigeldes war, dass es nur eine begrenzte Bezugsquelle gab, die Malediven, die noch dazu fern von Afrika oder China war.
Der Vorteil der Kaurischnecken gegenüber Metallmünzen war, dass es fast unmöglich war, sie zu fälschen, auch dann wären die Herstellungskosten für eine Fälschung höher gewesen als die Original-Kaurischnecken, denn Kauris wurden besonders als „Kleingeld“ für Geschäfte mit geringerem Wert verwendet. Erst nach der Erfindung des Porzellans in Europa wäre eine Fälschung der Porzellanschnecken theoretisch möglich gewesen.
Ein weiterer Vorteil des Kaurigeldes war sein großes Verbreitungsgebiet über Asien und Afrika. Das Kaurigeld wurde über Landesgrenzen hinweg akzeptiert, ein Geldwechsel war nicht erforderlich, lediglich der Wert der Kauris variierte von Land zu Land.

### Nachteile
Nachteil der Kaurischnecke ist der geringe Tauschwert pro Masseanteil. Wegen ihres gewissen Gewichts waren Kaurischnecken nur dann wirklich praktisch, wenn es um kleine Beträge ging. Für wertvolle Dinge musste man Tausende oder Zehntausende Kauris bezahlen, die vorher auch irgendwie abgezählt werden mussten. Ein guter Schneckenzähler schaffte an einem Tag 250.000 bis 300.000 Schnecken zu zählen. Die Menge von Kaurigeld konnte jedoch nicht nur durch Zählen ermittelt werden, sondern auch durch Volumenmessung oder Wiegen (880 Kauris je Kilogramm).
Wegen des aufwendigen Zählens und des hohen Gewichtes waren Kauris kein sehr bequemes Geld. Deshalb war Kaurigeld, insbesondere in Afrika, meist nur als Kleingeld in Umlauf, das parallel zu einer weiteren Währung existierte – wobei für kleinere Werte auch Goldstaub als „Geld“ verwendet wurde. Nur vorübergehend existierte das Kaurigeld in kleineren Gebieten als ausschließliche Währung.
Kauris hatten außer als Schmuck oder Spielsteine keinen wirklichen Gebrauchswert. Im Gegensatz zu Edelmetallen ist die Kaurischnecke auch nicht teilbar.
Ein prinzipieller Nachteil des Primitivgeldes überhaupt, zu dem auch Kaurigeld gehört, ist, dass es von vielen Produzenten hergestellt und in Umlauf gebracht werden kann. Die Knappheit des Kaurigeldes war durch ihren aufwendigen Transport über weite Entfernungen gesichert. Sobald der Transport jedoch effektiver wurde, kam es zu einem Überangebot an Kaurischnecken, das zur Inflation führte.
Es gab mit dem Kaurigeld keine Kontrolle über die Geldmenge. Das Geldmengenwachstum wurde beim Kaurigeld einfach der Natur überlassen.
Ein weiterer Nachteil des Kaurigeldes war das aufwändige Abzählen der Kaurischnecken (cowrie arithmetic). Es gab gebräuchliche zwei Methoden dafür: Zum einen wurden die Kauris individuell in Gruppen von bestimmter Größe abgezählt, zum anderen wurden sie in einer bestimmten Anzahl, die je nach Region abwich, auf Schnüre aufgefädelt. In Kamerun beispielsweise 100 Kauris je Schnur. Wenn Kaurischnecken auf einer Seite flach geschliffen wurden, bekamen sie dort ein Loch und konnten in großer Zahl leicht auf Schnüren aufgefädelt, transportiert und gezählt werden.
Ohne Schnur erfolgte beim westafrikanischen Volk der Dagaare die Zählung der Kaurischnecken in Fünfergruppen, was auch gleichzeitig die kleinste angewendete Werteinheit war. Vier Fünfergruppen wurden zu einer 20er-Gruppe zusammengefasst. Fünf 20er-Gruppen zu einer 100er-Gruppe und zehn 100er-Gruppen zu einer 1000er-Gruppe.
Im 17. Jahrhundert wurden in Bengalen als Standdardstückelung 12.000 Kauris in ein Blatt der Kokospalme gewickelt, ihr Wert betrug ungefähr 1,5 Rupien.
Das Volk der Igbo in Nigeria zählte seine Kauris in Sechsergruppen und fädelte jeweils zehn Sechsergruppen auf eine Schnur. Auf den Malediven wurden die Kaurischnecken nicht einzeln gezählt, sondern mit einem Raummaß gemessen.

## Wert
Der Marktwert des Kaurigeldes schwankte je nach Ort und Zeit, nach Angebot und Nachfrage, war aber auch saisonabhängig. Im Laufe der Jahre nahm er immer schneller ab. Ebenso nahm der Wert des Kaurigeldes mit der Entfernung vom Meer zu.
In der Anfangszeit des Kaurigeldes brachte dieser Umstand erstaunliche Profite. Arabische Händler kauften auf den Malediven Kaurischnecken zum Preis von einem Gold-Dinar je eine Million Exemplare und brachten sie nach Nigeria, wo sie für eintausend Kaurischnecken einen Gold-Dinar erzielten – also das tausendfache des Einkaufspreises.
Es gab eine Zeit, zu der man in Uganda für zwei Kauris eine Frau kaufen konnte, wegen der Einfuhr großer Mengen an Kaurischnecken stieg der Preis für eine Frau jedoch auf 10.000 Kauris. Als den Franzosen und Engländern die enormen Handelsgewinne aus dem Verkauf von Kaurischnecken bewusst wurden, widmeten sie sich ebenfalls dem Handel mit Kaurischnecken und tauschten auch Kaurischnecken gegen Sklaven, die sie dann nach Amerika verkauften.
Ein Sklave wurde 1624 an der Küste Kameruns mit 60 bis 70 Kauris bewertet. An der unteren Guineaküste (heute zwischen Elfenbeinküste und Nigeria) wurde 1679 ein Sklave mit 80 Pfund Kauris, vierzehn Eisenstäben oder 60 Pfund Guineatuch bewertet. Für einen Sklaven wurden 1725 an der westafrikanischen Guineaküste bis zu 50.000 Kauris verlangt. 1794 wurden in Westafrika für 120 Zentner Kaurischnecken 500 Sklaven verkauft.
Arabische Händler exportierten um 1875 von Ras Hafun am Horn von Afrika zur afrikanischen Westküste jährlich 8 Millionen Kaurischnecken im Wert von 51.000 Pfund Sterling. Dieser Handel kam dann jedoch fast zum Erliegen.
Für Britisch-Indien galt um 1830 als (tagesabhängiges) Umrechnungsverhältnis 1 Anna (1/16 Rupie) = 5 Puns, 1 Pun = 20 Gundas, 1 Gunda = 4 Kauri. Mithin 400 Kauri pro Anna. Im zentralindischen Bastar galt 1862 der Umrechnungskurs 240 Kauri = 1 Dogani; 10 Dogani = 1 Rupie.
Eine Kaurischnecke hatte 1850 im Sudan den Wert einer Handvoll Bohnen; für 8 Kauri bekam man ein Ei, für 100 Kauri eine Legehenne, für 1000 Kauri ein Schaf, für 3200 Kauri einen Maria-Theresien-Taler und für 6000 bis 7000 Kauri einen Ochsen.
In einem niederländischen Bericht von 1864 über eine Kollekte in Abeokuta, heute eine Großstadt in Nigeria, wird das Sammelergebnis von 246,55 Gulden nach Währungen aufgeschlüsselt. Neben englischen, französischen, amerikanischen und holländischen Münzen wurden an „Neger-Geld“ 222.000 Kauris im Wert von 83,25 Gulden gespendet, „die von elf starken Männern weggetragen werden mussten.“
Der britisch-amerikanische Afrikaforscher Henry Morton Stanley konnte um 1870 auf seiner berühmten Reise durch Afrika mit sechs Kauris die Tageskost eines Trägers bestreiten, für drei Kauris ein Huhn und für zwei Kauris 10 Maiskolben erhalten.
An der Goldküste hatten 16.000 Kauris im Jahre 1859 den Wert von 1 Pfund Sterling. Um die Summe von 2.500 Pfund Sterling in Kauris abzuzählen (40 Millionen Kauris), waren 80 Menschen einen ganzen Tag lang beschäftigt.
In Uganda konnte während der Herrschaft von Ssuuna II. Migeekyamye Kalema, dem 30. König von Buganda (um 1832–1857), eine Kuh für 2500 Kauris gekauft werden, fünf Ziegen entsprachen dem Wert einer Kuh.
Im Königreich Dahomey, das ausschließlich Kaurigeld als Währung verwendete, betrug die Umtauschrate konstant 32.000 Kauris für 1 Unze Gold (28,3 Gramm; entsprechend 1130 Kauris = 1 Gramm Gold). Im Königreich Dahomey, das bis 1894 von französischen Kolonialtruppen erobert wurde und dann zu Französisch-Westafrika gehörte, konnten 1907 Steuerschulden mit 1 Sack mit 20.000 Kauris pro 7 Franc bezahlt werden.
In der zweiten Hälfte des 19. Jahrhunderts entsprachen in Lagos (Nigeria) sechs „alte“ Pennies 2000 Kaurischnecken.
4000 Kauris wurden oft als ein Kabeß bezeichnet (englisch cabess oder trade cabess). Die Europäer setzten 4 Kabeß einer halben Unze Gold gleich (rund 14 Gramm; entsprechend 1140 Kauris = 1 Gramm Gold).
1870 konnte in Westafrika ein Sklave für 40.000 bis 50.000 Kauris gekauft werden. Bis 1760 stieg der Preis eines Sklaven auf umgerechnet 80.000 Kauris und 1770 auf 160.000 bis 176.000 Kauris. Da 176.000 Kauris ungefähr 200 Kilo wogen, benötigte man acht Träger, um den Kaufpreis für einen Sklaven zu tragen. Jedoch wurden Sklaven nicht ausschließlich, sondern nur teilweise mit Kauris bezahlt. Der Rest wurde mit anderen Waren bezahlt, deren Wert in Kaurischnecken gerechnet wurde. Mit den Kauris wurde meist die Hälfte des Kaufpreises beglichen, im 18. Jahrhundert wurde meist sogar nur 30 Prozent oder weniger des Kaufpreises mit Kauris beglichen. Die alleinige Vorherrschaft des Kaurigeldes war weitgehend auf die sogenannte Sklavenküste begrenzt.
In Idda (Nigeria) wurde sogar mit der Erdnuss eine zusätzlich „Münze“ mit noch geringerem Wert geschaffen: 1 Kaurischnecke entsprach dort dem Wert von 4 bis 5 Erdnüssen.
Meyers Konversationslexikon gab um 1890 den Wert für 100 Kauri im asiatischen Siam mit 2,6 bis 4 Pfennigen an.
1896 hatten im afrikanischen Togo 4000 Kauris einen Wert von 1 Mark. 1880 waren in Inland-Tansania 4000 bis 5000 Kauris 1 Maria-Theresien-Taler wert. Um 1900 entsprachen im Kongo 30.000 bis 60.000 Kauris dem Wert eines männlichen Sklaven. 1924 bekam man in Neuguinea für 5 Kauris ein kleines Schwein.
Beim Volk der Baganda in Ostafrika kostete ein Huhn 25 Kauris, eine Ziege 500, eine Kuh 2500 und ein Sklave 20.000 bis 50.000 Kauris.
In Indien wurden auch größere Geschäfte mit Kaurigeld getätigt, beispielsweise konnte der Kauf eines Hauses mit Millionen von Kauris bezahlt werden.

## Wertverfall und Ende des Kaurigeldes
Der Wert der Gehäuse der Kaurischnecken sank infolge der Inflation. Seit 1800 wurden rund 75 Milliarden Kaurischnecken nach Afrika eingeführt.

### Asien
In Südasien endete die Verwendung des Kaurigeldes im 19. Jahrhundert, in Westafrika zu Beginn des 20. Jahrhunderts.

### Afrika
Die Kaurischnecken der Malediven wurden durch die billigeren von Sansibar verdrängt, die in immer größerer Zahl nach Afrika verschifft wurden. Infolge der Besitznahme der Küsten Afrikas durch europäische Staaten ist das Kaurigeld immer mehr ins Innere Afrikas zurückgedrängt worden.
Mit dem Eintreffen der Europäer kam es zu einem Überangebot an Kaurischnecken. Bis 1850 waren die Kaurischnecken so zahlreich und billig, dass es den Handel gefährdete. Kaurigeld abzuzählen, beispielsweise 500.000 Kauris, wurde immer zeitaufwendiger. Für den Großhandel wurden Kaurischnecken in Säcken zu 20.000 Stück abgepackt. Aber für den Einzelhandel mussten die Kaurischnecken einzeln abgezählt werden. Dazu wurden sie in Fünfergruppen gezählt und dann Haufen zu 200 oder 1000 Stück gebildet.
Nach den Aufzeichnungen der Händler wurden allein im 19. Jahrhundert über 75 Milliarden Kaurischnecken nach Westafrika transportiert, mit einem Gesamtgewicht von 115.000 Tonnen. Allein die Niederländer brachten ab 1660 insgesamt 4,7 Milliarden Kaurischnecken nach Afrika. Der ständige Zustrom von Kaurischnecken nach Westafrika führte zu deren Wertverfall und letztlich zur Hyperinflation.
Im 18. Jahrhundert betrugen die Kauriimporte nach Afrika durchschnittlich 110 Tonnen je Jahr. Durch die vieljährige Massenzufuhr der afrikanischen Länder kam es zu einer Überfüllung des Marktes mit Kaurischnecken.
Während des 19. Jahrhunderts führte der zunehmende Gebrauch von Metallmünzen zu einem relativ schnellen Niedergang des Kaurihandels. Nach dem Kaurigeld kamen die Währungen der Kolonialmächte entlang der Flüsse wohl recht schnell im afrikanischen Binnenland an und setzten sich dort durch.
Mit dem Auftreten der europäischen Kolonialmächte verschwand das Kaurigeld immer mehr, behielt aber oft seine Bedeutung als Kleingeld. Trotzdem waren sie noch einige weitere Jahrzehnte in entlegenen Regionen Westafrikas in Gebrauch. Kaurigeld verschwand fast vollständig, tauchte aber während der Weltwirtschaftskrise ab 1929 wieder auf.
Nach Yengoyan war für den Wertverfall des Kaurigeldes nicht das Überangebot der Kaurischnecken ursächlich verantwortlich, sondern die sinkende Nachfrage nach diesen. Die Kolonialmächte hatten als neue Herrscher ihre eigene Währung implementiert, der Widerstand der Bevölkerung, die ihre Vermögen noch in Kaurigeld angelegt hatte, hielt zwar noch eine Weile an, letztendlich nahm aber die neue Währung immer mehr Raum im Handel ein und verdrängte die Nachfrage nach dem traditionellen Kaurigeld. Beispielsweise in Indien akzeptierte die britische Kolonialmacht keine Bezahlung mehr in Kaurischnecken. Kaurischnecken waren nicht nur wie manchmal dargestellt das bescheidene Kleingeld der Massen. Es gab große Vermögen in Kaurigeld unter den Großgrundbesitzern, Geldverleihern, Sklavenhändlern und Kaufleuten, die sich alle vehement gegen die neue gesetzliche Währung der Kolonialmächte wehrten.
Für Steuerzahlungen durften ab 1901 in Afrika keine Kauris mehr verwendet werden und 1923 wurden die Kauris von den Kolonialregierungen in Afrika als Zahlungsmittel verboten. Nach anderen Angaben wurden die Verbote von den Kolonialregierungen zwischen 1904 und 1932 ausgesprochen.
Gelegentlich wurde Kaurigeld auch noch später auf Märkten in entlegenen Gebieten verwendet, die sich der Währungskontrolle entzogen. Ab 1955 gab es kein Kaurigeld mehr in Afrika.

## Umweltzerstörung
Schon 1875 wurde von der Umweltzerstörung durch das Sammeln der Kaurischnecken berichtet: „Durch das Sammeln aller Kaurischnecken ruinierten sie die Korallen.“

## Nichtmonetäre Verwendung

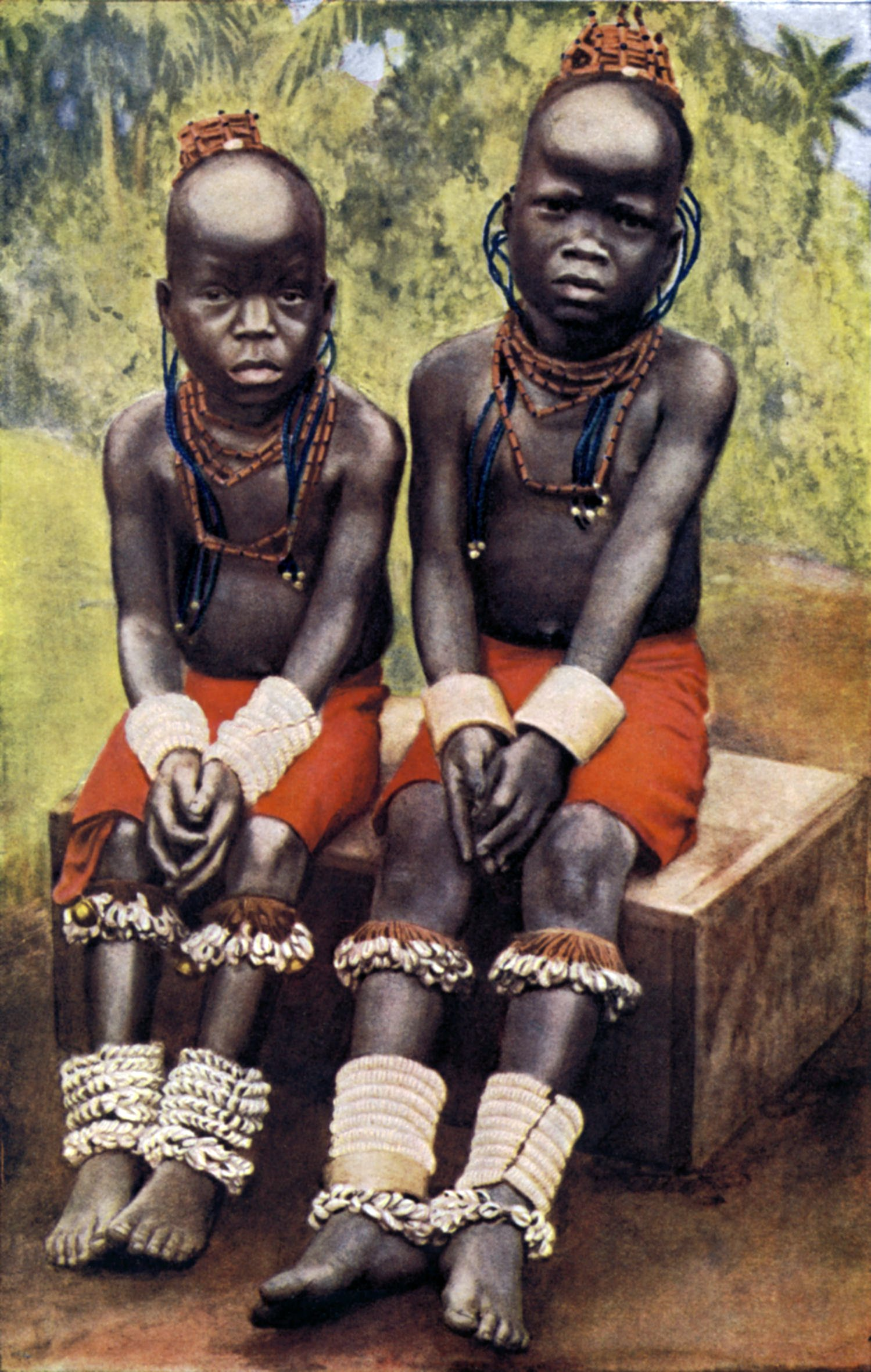
Nigerianische Mädchen mit Fußkettchen aus Kaurischnecken

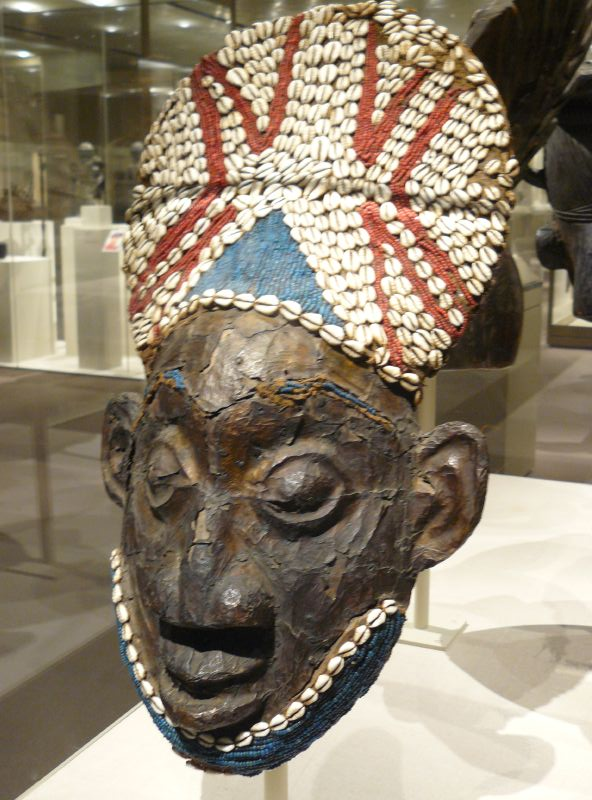
Afrikanische Skulptur mit Kopfschmuck aus Kaurischnecken

### Schmuck und Spielsteine
Kaurischnecken dienten außer als Zahlungsmittel auch als Schmuck und wurden zu Schmuck oder anderen kunsthandwerklichen Arbeiten verarbeitet. Kaurischnecken wurden als Ornamente neben anderen wertvollen Materialien, wie Perlen, verwendet.
In traditionellen Kulturen Afrikas kamen Kaurischnecken eine religiöse Bedeutung zu. In Afrika wurde die Kaurischnecke in Zusammenhang mit ihrem Symbolcharakter für Fruchtbarkeit gesehen (siehe oben). Um den Hals getragene Kaurischnecken sollten die Empfängnis und die Geburt erleichtern. Kaurischnecken wurden als Fruchtbarkeits-Amulett getragen, zum Schutz gegen Unfruchtbarkeit.
Kaurischnecken waren wegen ihrer Form ein Symbol für Weiblichkeit, Fruchtbarkeit und Geburt und wegen ihrer Bedeutung als Geld ein Symbol für Wohlstand und Macht.
In Südostasien, Südindien und Ostafrika wurden Kaurischnecken auch als Spielmarken (Spieleinsatz, Jetons) in Glücksspielen und als Spielsteine in verschiedenen Mancala-Varianten verwendet, darunter z. B. Bao La Kiswahili und Congkak. Ebenso wurden Kaurischnecken in Glücksspielen als Spielwürfel verwendet.
Kaurischnecken wurden auch für Stabkarten verwendet, um die Lage von Inseln anzuzeigen.

### Grabbeigaben
Kaurischnecken wurden auch als Grabbeigaben verwendet: unter anderem in China, Afrika und Europa.
Kaurischnecken wurden als Grabbeigaben im prähistorischen Lettland und im angelsächsischen England verwendet, jedoch handelte es sich dabei nicht immer um die Geld-Kaurischnecke und die Ring-Kaurischnecke. Auch die Indianer Amerikas kannten bereits vor der Ankunft der Europäer die Kaurischnecken.
Inwieweit die Grabbeigaben von Kaurischnecken die Funktion von Geld hatten, also die Funktion von Begräbnisgeld (englisch burial money oder burial coins) hatten oder „Reisegeld“, lässt sich nicht immer mit Sicherheit sagen. Auch mag die Funktion dieser Grabbeigaben von Kultur zu Kultur unterschiedlich gewesen sein.

### Beispiel: Dagaare
Beispielsweise beim westafrikanischen Volk der Dagaare (Dagaaba) in Ghana kann die nichtmonetäre Verwendung der Kauris (libipilaa) in drei Kategorien eingeteilt werden: Schmuck, kommerzielle Zwecke und für spirituelle und religiöse Aufgaben.
Aus wirtschaftlicher Sicht werden die Kauris bei den Dagaare für ihre kulturellen Zwecke als Tauschware und nicht als Geld eingesetzt. Der Bedarf an Kauris für ihre kulturellen und ethnischen Zwecke macht die Kauris zu einer nützlichen Ware, nicht aber zu Geld.
Für spirituelle/religiöse Zwecke können Kaurischnecken als Verkörperung von traditionellen Schreinen oder Göttern dienen oder als Medizinbehälter. Sie werden auch für Weissagungen und zu medizinischen Diagnosen verwendet und zur Behandlung und Verhütung von Krankheiten. Kauris können auch Teil der Paraphernalien darstellen (in der Ritualmagie die für einen magischen Akt benötigten Werkzeuge und Gegenstände), die für einen Heilungsprozess benötigt werden.
Bei Begräbniszeremonien spielen die Kauris eine Rolle, ebenso sind die Teil der „Entlohnung“ für die Xylophon-Spieler und Trommler beim Begräbnis; auch die Besitzer dieser Musikinstrumente, die ihre Instrumente für das Begräbnis verleihen, erhalten Kauris. Es handelt sich also um eine Art „rituelle Bezahlung“ mit Kaurischnecken.
Ähnliche kultische, religiöse und spirituelle Bedeutungen, auch bei Begräbnissen, hat das Tabu-Muschelgeld des Tolai-Volkes in Neuguinea.

#### Brautpreis
Umstritten ist, ob es sich bei den Dagaare beim Hochzeitsgeschenk oder „Brautpreis“ (im südlichen Afrika als Lobola bezeichnet), der in Form von Kaurischnecken vom Bräutigam an die Familie der Braut übergeben wird, um ein Warengeschenk oder ein Geldgeschenk handelt, also ob die übergebenen Kaurischnecken einen Kaufpreis oder eine Zahlung an die Familie darstellt oder nicht. Einige Autoren bezweifeln, dass es sich bei der Bezahlung des Brautpreises mit Kaurischnecken um eine rein finanzielle Transaktion handelt.
Die Menge an Kauris, die als Hochzeitsgeschenk gegeben werden müssen, stellt eine festgelegte Anzahl dar. Ihre Zahl variiert nicht im Laufe der Zeit oder mit den wirtschaftlichen Bedingungen, wie eine normale Handelstransaktion. Außerdem sind Kauris nur eine Komponente des Hochzeitsgeschenkes bei den Dagaaba. Versuche den Kaurianteil des Hochzeitsgeschenkes durch Cedi (die ghanaische Währung) zu ersetzen, waren in der Vergangenheit nicht erfolgreich.
Hochzeitsgeschenke sind das äußere Zeichen einer ernsthaften Beziehung zwischen den beiden betroffenen Familien. In den Augen der beiden Familien binden sie den Mann und die Frau aneinander. Das Hochzeitsgeschenk ist Symbol des Ehebundes und besiegeln die Eheschließung. Dieses Hochzeitsgeschenk ist nicht als Zahlung (Kaufpreis) für die Frau zu betrachten, sondern Ausdruck der Achtung des Mannes vor den Eltern der Frau.
Afrikanische Bezeichnungen für die Praxis der Hochzeitsgeschenke unterscheiden sich meist von den Wörtern, die für den Kauf oder Verkauf einer Sache auf dem Markt verwendet werden.

## Kaurigeld in älteren Nachschlagewerken

### Meyers Konversations-Lexikon
Das Meyers Konversations-Lexikon schrieb 1885 zum Stichwort Kauri:

„Kauri (Schlangenköpfchen, Otterköpfchen, Cypraea moneta L.), eine 1-2,5 cm große, gelblichweiße Porzellanschnecke (s. d.). Sie findet sich in größter Menge bei den Maledivischen Inseln und wird nach Bengalen und Siam, vorzugsweise aber nach Afrika und nach England (für den afrikanischen Handel) ausgeführt. Sie wird seit uralter Zeit bei vielen Völkern als Münze gebraucht. Man hat Kauris in den Gesichtsurnen Pommerellens, in Schweden und zwischen angelsächsischen Altertümern in England gefunden; sie dienen noch jetzt bei uns und in Oberägypten zum Schmuck von Lederzeug, und bei den westasiatischen Völkern des russischen Reichs schmücken sich die Frauen mit Kauris. Im 17. Jahrh. wurden dieselben noch in Indien und auf den Philippinen als Geld benutzt, in Siam noch heute (100 K. = 2 2/3 – 4 Pf.). Am weitesten ist das Kaurigeld in Afrika verbreitet; es geht fast durch den ganzen Sudân und ist auch an den Küsten im Gebrauch; Sansibar ist Hauptstapelplatz für den Kaurihandel.“

### Brehms Tierleben

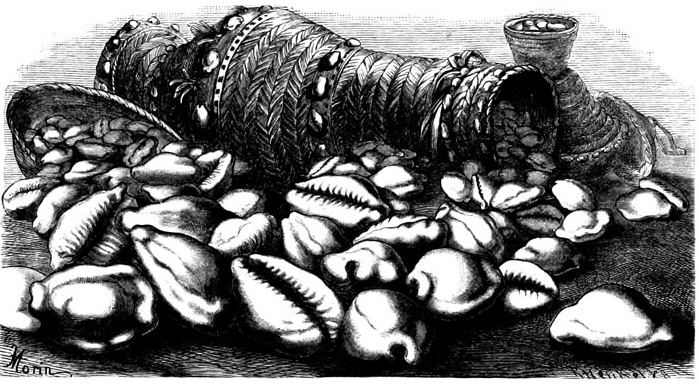
Kaurischnecken (Illustration in Brehms Tierleben, 1893)

Über die Kaurischnecke schrieb Brehms Thierleben 1887:

„In größter Menge kommt sie an den Maledivischen Inseln vor, wo sie, nach älteren Angaben, zweimal im Monate, drei Tage nach dem Neumonde und drei Tage nach dem Vollmonde eingesammelt wird. Sie dürfte wohl auch an den übrigen Tagen des Monates zu haben sein. Von da aus wird sie theils nach Bengalen und Siam, vorzugsweise aber nach Afrika verschifft. Der Hauptstapelplatz für den afrikanischen Cauri-Handel ist Sansibar. Von der Ostküste Afrikas gehen seit Jahrtausenden große Karawanen mit diesem Artikel, der Geld und Waare ist, nach dem Inneren. Ganze Schiffsladungen wiederum werden von europäischen Schiffen von Sansibar abgeholt und an der Westküste gegen die dortigen Produkte, Goldstaub, Elfenbein, Palmöl, ausgetauscht. ... Ihr Werth ist natürlich dem Kurs unterworfen und hängt von der Zufuhr und der Entfernung ab. Gewöhnlich sind sie zu Hunderten auf Schnüre gereiht, um das Zahlgeschäft zu verkürzen. An manchen Orten ist dies jedoch nicht Mode und müssen die Tausende einzeln abgezählt werden.“

Der Behauptung, dass „von der Ostküste (!) Afrikas […] seit Jahrtausenden große Karawanen mit diesem Artikel, der Geld und Waare ist, nach dem Inneren [gehen]“ widerspricht Schneider (Seite 121) und weist „vielmehr darauf hin, dass zuerst und längere Zeit die Hauptbewegung der Kauris in Afrika im Sudan wie im Kongo von West nach Ost verlaufen ist.“

### Kaurigeld in der russischen Enzyklopädie Brockhaus-Efron
Das russische enzyklopädisches Wörterbuch Brockhaus-Efron schreibt in der Ausgabe 1890–1907 unter dem Stichwort Kauri:

„Ungefähr 30.000 bis 40.000 Kaurischnecken wogen 100 Kilogramm. An der Sklavenküste sieht man das Kaurigeld in jedem Kaufmannsladen: 40 Stück auf einer Schnur bilden eine Kette oder ‚Snur‘, 50 Ketten einen Kopf, 10 Köpfe einen Sack. Am Nigerfluss haben 800 dieser Muscheln ungefähr einen Wert von drei Franken. Kauris dienten teilweise auch in China und Siam als Geld; in Siam wurden sie bia genannt. In der siamesische Währung, Baht oder Tical, entsprach ein Baht ungefähr 6400 Kaurischnecken (bia), jedoch hatten die Kaurischnecken keinen festgelegten Wert.“